# Lista över fornlämningar i Skövde kommun
Lista över fornlämningar i Skövde kommun är en förteckning av ett urval av de fornlämningar som finns i Skövde kommun.

## Berg
| Namn                              | Lämningstyp                 | Tillkomsttid | Historisk indelning | Plats | Läge                 | ID-nr          | Bild                                 |
| --------------------------------- | --------------------------- | ------------ | ------------------- | ----- | -------------------- | -------------- | ------------------------------------ |
| Berg 3:3                          | Stensättning                |              | Berg, Västergötland |       | 58.507511, 13.779548 | 10185000030003 | Ladda upp en bild av detta fornminne |
| Berg 8:1                          | Stensättning                |              | Berg, Västergötland |       | 58.504041, 13.808748 | 10185000080001 | Ladda upp en bild av detta fornminne |
| Berg 13:1                         | Gravfält                    |              | Berg, Västergötland |       | 58.507809, 13.783579 | 10185000130001 | Ladda upp en bild av detta fornminne |
| Berg 14:1                         | Stensättning                |              | Berg, Västergötland |       | 58.497652, 13.767568 | 10185000140001 | Ladda upp en bild av detta fornminne |
| Berg 14:2                         | Stensättning                |              | Berg, Västergötland |       | 58.497795, 13.767460 | 10185000140002 | Ladda upp en bild av detta fornminne |
| Berg 17:1                         | Gravfält                    |              | Berg, Västergötland |       | 58.513039, 13.832776 | 10185000170001 | Ladda upp en bild av detta fornminne |
| Berg 20:1                         | Stenkrets                   |              | Berg, Västergötland |       | 58.494110, 13.796653 | 10185000200001 | Ladda upp en bild av detta fornminne |
| Berg 21:1                         | Röse                        |              | Berg, Västergötland |       | 58.493772, 13.797798 | 10185000210001 | Ladda upp en bild av detta fornminne |
| Berg 25:1                         | Stenkrets                   |              | Berg, Västergötland |       | 58.494659, 13.741636 | 10185000250001 | Ladda upp en bild av detta fornminne |
| Gråmur (Berg 26:1)                | Fornborg                    |              | Berg, Västergötland |       | 58.485381, 13.808480 | 10185000260001 | Ladda upp en bild av detta fornminne |
| Berg 27:1                         | Röse                        |              | Berg, Västergötland |       | 58.490813, 13.795560 | 10185000270001 | Ladda upp en bild av detta fornminne |
| Berg 27:2                         | Röse                        |              | Berg, Västergötland |       | 58.490666, 13.796063 | 10185000270002 | Ladda upp en bild av detta fornminne |
| Berg 27:3                         | Röse                        |              | Berg, Västergötland |       | 58.490348, 13.795732 | 10185000270003 | Ladda upp en bild av detta fornminne |
| Berg 28:1                         | Röse                        |              | Berg, Västergötland |       | 58.501520, 13.769924 | 10185000280001 | Ladda upp en bild av detta fornminne |
| Berg 29:1                         | Hög                         |              | Berg, Västergötland |       | 58.503092, 13.773345 | 10185000290001 | Ladda upp en bild av detta fornminne |
| Hente rör-Domaresätet (Berg 30:1) | Gravfält                    |              | Berg, Västergötland |       | 58.511194, 13.763412 | 10185000300001 | Ladda upp en bild av detta fornminne |
| Berg 32:1                         | Grav markerad av sten/block |              | Berg, Västergötland |       | 58.514258, 13.829693 | 10185000320001 | Ladda upp en bild av detta fornminne |
| Berg 33:1                         | Stensättning                |              | Berg, Västergötland |       | 58.508939, 13.802440 | 10185000330001 | Ladda upp en bild av detta fornminne |
| Berg 34:1                         | Röse                        |              | Berg, Västergötland |       | 58.516611, 13.785042 | 10185000340001 | Ladda upp en bild av detta fornminne |
| Gullringsröset (Berg 35:1)        | Stensättning                |              | Berg, Västergötland |       | 58.509825, 13.779019 | 10185000350001 | Ladda upp en bild av detta fornminne |
| Berg 38:1                         | Stensättning                |              | Berg, Västergötland |       | 58.512331, 13.830846 | 10185000380001 | Ladda upp en bild av detta fornminne |
| Borgehall (Berg 40:1)             | Fornborg                    |              | Berg, Västergötland |       | 58.523008, 13.826637 | 10185000400001 | Ladda upp en bild av detta fornminne |
| Berg 45:1                         | Röse                        |              | Berg, Västergötland |       | 58.503677, 13.792895 | 10185000450001 | Ladda upp en bild av detta fornminne |
| Berg 46:1                         | Stensättning                |              | Berg, Västergötland |       | 58.506334, 13.791181 | 10185000460001 | Ladda upp en bild av detta fornminne |
| Berg 49:1                         | Hällristning                |              | Berg, Västergötland |       | 58.503943, 13.795166 | 10185000490001 | Ladda upp en bild av detta fornminne |
| Berg 52:1                         | Hällristning                |              | Berg, Västergötland |       | 58.511193, 13.778729 | 10185000520001 | Ladda upp en bild av detta fornminne |
| Berg 54:1                         | Stensättning                |              | Berg, Västergötland |       | 58.505237, 13.787655 | 10185000540001 | Ladda upp en bild av detta fornminne |
| Berg 55:1                         | Stensättning                |              | Berg, Västergötland |       | 58.503750, 13.787952 | 10185000550001 | Ladda upp en bild av detta fornminne |
| Berg 62:1                         | Stensättning                |              | Berg, Västergötland |       | 58.499926, 13.779556 | 10185000620001 | Ladda upp en bild av detta fornminne |
| Berg 62:2                         | Stensättning                |              | Berg, Västergötland |       | 58.499660, 13.780056 | 10185000620002 | Ladda upp en bild av detta fornminne |
| Berg 62:3                         | Stensättning                |              | Berg, Västergötland |       | 58.499682, 13.780182 | 10185000620003 | Ladda upp en bild av detta fornminne |
| Berg 62:4                         | Stensättning                |              | Berg, Västergötland |       | 58.499746, 13.780334 | 10185000620004 | Ladda upp en bild av detta fornminne |
| Berg 71:1                         | Hällristning                |              | Berg, Västergötland |       | 58.483911, 13.770414 | 10185000710001 | Ladda upp en bild av detta fornminne |
| Berg 86:1                         | Hällristning                |              | Berg, Västergötland |       | 58.474636, 13.748191 | 10185000860001 | Ladda upp en bild av detta fornminne |
| Berg 88:1                         | Stensättning                |              | Berg, Västergötland |       | 58.518038, 13.781336 | 10185000880001 | Ladda upp en bild av detta fornminne |
| Berg 90:1                         | Hög                         |              | Berg, Västergötland |       | 58.504400, 13.787446 | 10185000900001 | Ladda upp en bild av detta fornminne |
| Berg 91:1                         | Stensättning                |              | Berg, Västergötland |       | 58.506827, 13.785192 | 10185000910001 | Ladda upp en bild av detta fornminne |
| Berg 96:1                         | Stensättning                |              | Berg, Västergötland |       | 58.502461, 13.771219 | 10185000960001 | Ladda upp en bild av detta fornminne |
| Berg 97:1                         | Hög                         |              | Berg, Västergötland |       | 58.506623, 13.777455 | 10185000970001 | Ladda upp en bild av detta fornminne |
| Berg 98:1                         | Stensättning                |              | Berg, Västergötland |       | 58.505782, 13.778096 | 10185000980001 | Ladda upp en bild av detta fornminne |
| Berg 98:2                         | Stensättning                |              | Berg, Västergötland |       | 58.505880, 13.778041 | 10185000980002 | Ladda upp en bild av detta fornminne |

## Binneberg
| Namn                        | Lämningstyp      | Tillkomsttid | Historisk indelning      | Plats | Läge                 | ID-nr          | Bild                                 |
| --------------------------- | ---------------- | ------------ | ------------------------ | ----- | -------------------- | -------------- | ------------------------------------ |
| Binneberg 2:1               | Stensättning     |              | Binneberg, Västergötland |       | 58.526192, 13.866010 | 10185200020001 | Ladda upp en bild av detta fornminne |
| Binneberg 2:2               | Stensättning     |              | Binneberg, Västergötland |       | 58.526196, 13.866250 | 10185200020002 | Ladda upp en bild av detta fornminne |
| Binneberg 3:1               | Stensättning     |              | Binneberg, Västergötland |       | 58.525158, 13.866986 | 10185200030001 | Ladda upp en bild av detta fornminne |
| Binneberg 3:2               | Stensättning     |              | Binneberg, Västergötland |       | 58.525217, 13.866759 | 10185200030002 | Ladda upp en bild av detta fornminne |
| Binneberg 4:1               | Hög              |              | Binneberg, Västergötland |       | 58.524832, 13.866285 | 10185200040001 | Ladda upp en bild av detta fornminne |
| Binneberg 5:1               | Stensättning     |              | Binneberg, Västergötland |       | 58.522854, 13.864093 | 10185200050001 | Ladda upp en bild av detta fornminne |
| Binneberg 9:1               | Stensättning     |              | Binneberg, Västergötland |       | 58.520262, 13.863296 | 10185200090001 | Ladda upp en bild av detta fornminne |
| Binneberg 10:1              | Begravningsplats |              | Binneberg, Västergötland |       | 58.513933, 13.851807 | 10185200100001 | Ladda upp en bild av detta fornminne |
| Galgbacken (Binneberg 12:1) | Gravfält         |              | Binneberg, Västergötland |       | 58.518916, 13.863579 | 10185200120001 | Ladda upp en bild av detta fornminne |
| Binneberg 13:1              | Stensättning     |              | Binneberg, Västergötland |       | 58.524590, 13.864223 | 10185200130001 | Ladda upp en bild av detta fornminne |
| Binneberg 13:2              | Stensättning     |              | Binneberg, Västergötland |       | 58.524430, 13.864319 | 10185200130002 | Ladda upp en bild av detta fornminne |
| Binneberg 13:3              | Stensättning     |              | Binneberg, Västergötland |       | 58.524198, 13.864454 | 10185200130003 | Ladda upp en bild av detta fornminne |
| Binneberg 13:4              | Stensättning     |              | Binneberg, Västergötland |       | 58.524074, 13.864514 | 10185200130004 | Ladda upp en bild av detta fornminne |
| Binneberg 23:1              | Stensättning     |              | Binneberg, Västergötland |       | 58.516906, 13.863114 | 10185200230001 | Ladda upp en bild av detta fornminne |

## Böja
| Namn                   | Lämningstyp                 | Tillkomsttid | Historisk indelning | Plats | Läge                 | ID-nr          | Bild                                 |
| ---------------------- | --------------------------- | ------------ | ------------------- | ----- | -------------------- | -------------- | ------------------------------------ |
| Kungagraven (Böja 1:1) | Röse                        |              | Böja, Västergötland |       | 58.564912, 13.781245 | 10187100010001 | Ladda upp en bild av detta fornminne |
| Böja 2:1               | Stensättning                |              | Böja, Västergötland |       | 58.563604, 13.779185 | 10187100020001 | Ladda upp en bild av detta fornminne |
| Böja 2:2               | Grav markerad av sten/block |              | Böja, Västergötland |       | 58.563470, 13.778944 | 10187100020002 | Ladda upp en bild av detta fornminne |
| Böja 2:3               | Stensättning                |              | Böja, Västergötland |       | 58.563334, 13.778827 | 10187100020003 | Ladda upp en bild av detta fornminne |
| Böja 4:1               | Stensättning                |              | Böja, Västergötland |       | 58.569163, 13.783803 | 10187100040001 | Ladda upp en bild av detta fornminne |
| Böja 7:1               | Stensättning                |              | Böja, Västergötland |       | 58.573637, 13.786988 | 10187100070001 | Ladda upp en bild av detta fornminne |
| Böja 8:1               | Stensättning                |              | Böja, Västergötland |       | 58.558482, 13.763440 | 10187100080001 | Ladda upp en bild av detta fornminne |
| Böja 8:2               | Stenkrets                   |              | Böja, Västergötland |       | 58.558777, 13.763373 | 10187100080002 | Ladda upp en bild av detta fornminne |
| Böja 23:1              | Hällristning                |              | Böja, Västergötland |       | 58.540936, 13.752997 | 10187100230001 | Ladda upp en bild av detta fornminne |
| Böja 35:1              | Stensättning                |              | Böja, Västergötland |       | 58.556901, 13.761800 | 10187100350001 | Ladda upp en bild av detta fornminne |
| Böja 35:2              | Stensättning                |              | Böja, Västergötland |       | 58.557160, 13.761684 | 10187100350002 | Ladda upp en bild av detta fornminne |
| Böja 44:1              | Stensättning                |              | Böja, Västergötland |       | 58.565049, 13.777594 | 10187100440001 | Ladda upp en bild av detta fornminne |

## Edåsa
| Namn       | Lämningstyp                 | Tillkomsttid | Historisk indelning  | Plats | Läge                 | ID-nr          | Bild                                 |
| ---------- | --------------------------- | ------------ | -------------------- | ----- | -------------------- | -------------- | ------------------------------------ |
| Edåsa 2:1  | Stensättning                |              | Edåsa, Västergötland |       | 58.283585, 13.945300 | 10187700020001 | Ladda upp en bild av detta fornminne |
| Edåsa 4:1  | Stenkrets                   |              | Edåsa, Västergötland |       | 58.291111, 13.953812 | 10187700040001 | Ladda upp en bild av detta fornminne |
| Edåsa 4:2  | Hällristning                |              | Edåsa, Västergötland |       | 58.291111, 13.953812 | 10187700040002 | Ladda upp en bild av detta fornminne |
| Edåsa 5:1  | Grav markerad av sten/block |              | Edåsa, Västergötland |       | 58.289888, 13.953022 | 10187700050001 | Ladda upp en bild av detta fornminne |
| Edåsa 6:1  | Stensättning                |              | Edåsa, Västergötland |       | 58.285265, 13.950446 | 10187700060001 | Ladda upp en bild av detta fornminne |
| Edåsa 7:1  | Stenkammargrav              |              | Edåsa, Västergötland |       | 58.303622, 13.968879 | 10187700070001 | Ladda upp en bild av detta fornminne |
| Edåsa 8:1  | Gravfält                    |              | Edåsa, Västergötland |       | 58.302171, 13.971862 | 10187700080001 | Ladda upp en bild av detta fornminne |
| Edåsa 9:1  | Hällristning                |              | Edåsa, Västergötland |       | 58.302193, 13.967665 | 10187700090001 | Ladda upp en bild av detta fornminne |
| Edåsa 10:1 | Stensättning                |              | Edåsa, Västergötland |       | 58.300283, 13.971288 | 10187700100001 | Ladda upp en bild av detta fornminne |
| Edåsa 12:1 | Hällristning                |              | Edåsa, Västergötland |       | 58.296113, 13.971032 | 10187700120001 | Ladda upp en bild av detta fornminne |
| Edåsa 13:1 | Röse                        |              | Edåsa, Västergötland |       | 58.306010, 13.943296 | 10187700130001 | Ladda upp en bild av detta fornminne |
| Edåsa 14:1 | Stensättning                |              | Edåsa, Västergötland |       | 58.306789, 13.938910 | 10187700140001 | Ladda upp en bild av detta fornminne |
| Edåsa 14:2 | Stensättning                |              | Edåsa, Västergötland |       | 58.306837, 13.939146 | 10187700140002 | Ladda upp en bild av detta fornminne |
| Edåsa 14:3 | Stensättning                |              | Edåsa, Västergötland |       | 58.306920, 13.939068 | 10187700140003 | Ladda upp en bild av detta fornminne |
| Edåsa 14:4 | Stensättning                |              | Edåsa, Västergötland |       | 58.307005, 13.939126 | 10187700140004 | Ladda upp en bild av detta fornminne |
| Edåsa 15:1 | Stensättning                |              | Edåsa, Västergötland |       | 58.279665, 13.922414 | 10187700150001 | Ladda upp en bild av detta fornminne |
| Edåsa 27:1 | Stensättning                |              | Edåsa, Västergötland |       | 58.300739, 13.969983 | 10187700270001 | Ladda upp en bild av detta fornminne |

## Flistad
| Namn                                    | Lämningstyp                 | Tillkomsttid | Historisk indelning    | Plats | Läge                 | ID-nr          | Bild                                      |
| --------------------------------------- | --------------------------- | ------------ | ---------------------- | ----- | -------------------- | -------------- | ----------------------------------------- |
| Flistad 1:1                             | Stensättning                |              | Flistad, Västergötland |       | 58.566884, 13.985177 | 10189000010001 | Ladda upp en bild av detta fornminne      |
| Flistad 2:1                             | Gravfält                    |              | Flistad, Västergötland |       | 58.566728, 13.982028 | 10189000020001 | Ladda upp en bild av detta fornminne      |
| Flistad 3:1                             | Stensättning                |              | Flistad, Västergötland |       | 58.557642, 13.976859 | 10189000030001 | Ladda upp en bild av detta fornminne      |
| Piggestenen (SSÖ hörnsten (Flistad 4:1) | Stensättning                |              | Flistad, Västergötland |       | 58.555614, 13.980279 | 10189000040001 | Ladda upp en bild av detta fornminne      |
| Flistad 5:1                             | Gravfält                    |              | Flistad, Västergötland |       | 58.552874, 13.972702 | 10189000050001 | Ladda upp en bild av detta fornminne      |
| Flistad 5:2                             | Stensättning                |              | Flistad, Västergötland |       | 58.553149, 13.972919 | 10189000050002 | Ladda upp en bild av detta fornminne      |
| Flistad 7:1                             | Grav markerad av sten/block |              | Flistad, Västergötland |       | 58.549162, 13.979024 | 10189000070001 | Ladda upp en bild av detta fornminne      |
| Flistad 8:1                             | Stensättning                |              | Flistad, Västergötland |       | 58.548172, 13.966369 | 10189000080001 | Ladda upp en bild av detta fornminne      |
| Flistad 10:1                            | Stensättning                |              | Flistad, Västergötland |       | 58.553415, 13.957268 | 10189000100001 | Ladda upp en bild av detta fornminne      |
| Ravelshögen (Flistad 11:1)              | Stensättning                |              | Flistad, Västergötland |       | 58.555375, 13.958937 | 10189000110001 | Ladda upp en bild av detta fornminne      |
| Ravelshögen (Flistad 11:2)              | Stensättning                |              | Flistad, Västergötland |       | 58.555228, 13.958808 | 10189000110002 | Ladda upp en bild av detta fornminne      |
| Kung Ranes hög (Flistad 12:1)           | Hög                         |              | Flistad, Västergötland |       | 58.558137, 13.958944 | 10189000120001 | Ladda upp en till bild av detta fornminne |
| Hyltåsen (Flistad 14:1)                 | Gravfält                    |              | Flistad, Västergötland |       | 58.547341, 13.956110 | 10189000140001 | Ladda upp en bild av detta fornminne      |
| Flistad 15:1                            | Gravfält                    |              | Flistad, Västergötland |       | 58.543154, 13.956062 | 10189000150001 | Ladda upp en bild av detta fornminne      |
| Flistad 16:1                            | Stensättning                |              | Flistad, Västergötland |       | 58.541939, 13.956219 | 10189000160001 | Ladda upp en bild av detta fornminne      |
| Området: Sjöhögen (Flistad 18:1)        | Gravfält                    |              | Flistad, Västergötland |       | 58.559495, 13.948040 | 10189000180001 | Ladda upp en bild av detta fornminne      |
| Flistad 21:1                            | Stensättning                |              | Flistad, Västergötland |       | 58.557866, 13.956673 | 10189000210001 | Ladda upp en bild av detta fornminne      |
| Flistad 22:1                            | Hög                         |              | Flistad, Västergötland |       | 58.556364, 13.956240 | 10189000220001 | Ladda upp en bild av detta fornminne      |
| Flistad 23:1                            | Stensättning                |              | Flistad, Västergötland |       | 58.555849, 13.956593 | 10189000230001 | Ladda upp en bild av detta fornminne      |
| Flistad 23:2                            | Stensättning                |              | Flistad, Västergötland |       | 58.555914, 13.956776 | 10189000230002 | Ladda upp en bild av detta fornminne      |
| Flistad 24:1                            | Stensättning                |              | Flistad, Västergötland |       | 58.554955, 13.957482 | 10189000240001 | Ladda upp en bild av detta fornminne      |
| Flistad 24:2                            | Stensättning                |              | Flistad, Västergötland |       | 58.555135, 13.957984 | 10189000240002 | Ladda upp en bild av detta fornminne      |
| Flistad 24:3                            | Stensättning                |              | Flistad, Västergötland |       | 58.555086, 13.958254 | 10189000240003 | Ladda upp en bild av detta fornminne      |
| Flistad 25:1                            | Stensättning                |              | Flistad, Västergötland |       | 58.555712, 13.952665 | 10189000250001 | Ladda upp en bild av detta fornminne      |
| Flistad 25:2                            | Stensättning                |              | Flistad, Västergötland |       | 58.555709, 13.952435 | 10189000250002 | Ladda upp en bild av detta fornminne      |
| Flistad 25:3                            | Stensättning                |              | Flistad, Västergötland |       | 58.555655, 13.952060 | 10189000250003 | Ladda upp en bild av detta fornminne      |
| Flistad 26:1                            | Stensättning                |              | Flistad, Västergötland |       | 58.553282, 13.953608 | 10189000260001 | Ladda upp en bild av detta fornminne      |
| Flistad 26:2                            | Stensättning                |              | Flistad, Västergötland |       | 58.553268, 13.954117 | 10189000260002 | Ladda upp en bild av detta fornminne      |
| Flistad 32:1                            | Stensättning                |              | Flistad, Västergötland |       | 58.568774, 13.940641 | 10189000320001 | Ladda upp en bild av detta fornminne      |
| Björkälla (Flistad 36:1)                | Gravfält                    |              | Flistad, Västergötland |       | 58.570938, 13.944754 | 10189000360001 | Ladda upp en bild av detta fornminne      |
| Flistad 38:1                            | Stensättning                |              | Flistad, Västergötland |       | 58.542476, 13.955408 | 10189000380001 | Ladda upp en bild av detta fornminne      |
| Nunnekullen (Flistad 41:1)              | Stensättning                |              | Flistad, Västergötland |       | 58.561211, 13.994549 | 10189000410001 | Ladda upp en bild av detta fornminne      |
| Flistad 42:1                            | Stensättning                |              | Flistad, Västergötland |       | 58.553080, 13.973997 | 10189000420001 | Ladda upp en bild av detta fornminne      |
| Flistad 43:1                            | Stensättning                |              | Flistad, Västergötland |       | 58.546304, 13.967759 | 10189000430001 | Ladda upp en bild av detta fornminne      |
| Flistad 52:2                            | Gravfält                    |              | Flistad, Västergötland |       | 58.549042, 13.928142 | 10189000520002 | Ladda upp en bild av detta fornminne      |

## Forsby
| Namn                      | Lämningstyp  | Tillkomsttid | Historisk indelning   | Plats | Läge                 | ID-nr          | Bild                                 |
| ------------------------- | ------------ | ------------ | --------------------- | ----- | -------------------- | -------------- | ------------------------------------ |
| Forsby 1:1                | Stensättning |              | Forsby, Västergötland |       | 58.373301, 13.958208 | 10189300010001 | Ladda upp en bild av detta fornminne |
| Forsby 2:1                | Gravfält     |              | Forsby, Västergötland |       | 58.375025, 13.958776 | 10189300020001 | Ladda upp en bild av detta fornminne |
| Forsby 3:1                | Stensättning |              | Forsby, Västergötland |       | 58.376670, 13.958950 | 10189300030001 | Ladda upp en bild av detta fornminne |
| Forsby 3:2                | Stensättning |              | Forsby, Västergötland |       | 58.376968, 13.959037 | 10189300030002 | Ladda upp en bild av detta fornminne |
| Forsby 3:3                | Stensättning |              | Forsby, Västergötland |       | 58.377103, 13.959064 | 10189300030003 | Ladda upp en bild av detta fornminne |
| Forsby 3:4                | Stensättning |              | Forsby, Västergötland |       | 58.377219, 13.959057 | 10189300030004 | Ladda upp en bild av detta fornminne |
| Forsby 3:5                | Stenkrets    |              | Forsby, Västergötland |       | 58.376553, 13.958939 | 10189300030005 | Ladda upp en bild av detta fornminne |
| Forsby 5:1                | Stensättning |              | Forsby, Västergötland |       | 58.398962, 13.925416 | 10189300050001 | Ladda upp en bild av detta fornminne |
| Forsby 8:1                | Stensättning |              | Forsby, Västergötland |       | 58.403597, 13.933834 | 10189300080001 | Ladda upp en bild av detta fornminne |
| Forsby 16:1               | Stensättning |              | Forsby, Västergötland |       | 58.391784, 13.920657 | 10189300160001 | Ladda upp en bild av detta fornminne |
| Forsby 16:2               | Stensättning |              | Forsby, Västergötland |       | 58.391829, 13.920812 | 10189300160002 | Ladda upp en bild av detta fornminne |
| Kyrkogården (Forsby 48:1) | Hög          |              | Forsby, Västergötland |       | 58.389828, 13.937133 | 10189300480001 | Ladda upp en bild av detta fornminne |

## Frösve
| Namn                     | Lämningstyp  | Tillkomsttid | Historisk indelning   | Plats | Läge                 | ID-nr          | Bild                                 |
| ------------------------ | ------------ | ------------ | --------------------- | ----- | -------------------- | -------------- | ------------------------------------ |
| Jättedansen (Frösve 4:1) | Gravfält     |              | Frösve, Västergötland |       | 58.486586, 13.867031 | 10190100040001 | Ladda upp en bild av detta fornminne |
| Frösve 5:1               | Gravfält     |              | Frösve, Västergötland |       | 58.483584, 13.879247 | 10190100050001 | Ladda upp en bild av detta fornminne |
| Frösve 24:1              | Stensättning |              | Frösve, Västergötland |       | 58.507881, 13.869002 | 10190100240001 | Ladda upp en bild av detta fornminne |
| Frösve 24:2              | Stensättning |              | Frösve, Västergötland |       | 58.508001, 13.869358 | 10190100240002 | Ladda upp en bild av detta fornminne |
| Frösve 41:1              | Stensättning |              | Frösve, Västergötland |       | 58.494293, 13.854989 | 10190100410001 | Ladda upp en bild av detta fornminne |

## Götlunda
| Namn                         | Lämningstyp                 | Tillkomsttid | Historisk indelning     | Plats | Läge                 | ID-nr          | Bild                                      |
| ---------------------------- | --------------------------- | ------------ | ----------------------- | ----- | -------------------- | -------------- | ----------------------------------------- |
| Götlunda 1:1                 | Stensättning                |              | Götlunda, Västergötland |       | 58.577019, 14.033463 | 10191700010001 | Ladda upp en bild av detta fornminne      |
| Götlunda 2:1                 | Stensättning                |              | Götlunda, Västergötland |       | 58.583192, 14.040176 | 10191700020001 | Ladda upp en bild av detta fornminne      |
| Götlunda 5:1                 | Stensättning                |              | Götlunda, Västergötland |       | 58.569169, 14.022248 | 10191700050001 | Ladda upp en bild av detta fornminne      |
| Götlunda 10:1                | Gravfält                    |              | Götlunda, Västergötland |       | 58.559879, 14.016065 | 10191700100001 | Ladda upp en bild av detta fornminne      |
| Götlunda 11:1                | Stensättning                |              | Götlunda, Västergötland |       | 58.559311, 14.015449 | 10191700110001 | Ladda upp en bild av detta fornminne      |
| Götlunda 11:2                | Stensättning                |              | Götlunda, Västergötland |       | 58.559454, 14.015638 | 10191700110002 | Ladda upp en bild av detta fornminne      |
| Götlunda 13:1                | Stensättning                |              | Götlunda, Västergötland |       | 58.563527, 14.016720 | 10191700130001 | Ladda upp en bild av detta fornminne      |
| Götlunda 15:1                | Stensättning                |              | Götlunda, Västergötland |       | 58.560187, 14.019051 | 10191700150001 | Ladda upp en bild av detta fornminne      |
| Kungagraven (Götlunda 16:1)  | Hög                         |              | Götlunda, Västergötland |       | 58.556276, 14.016648 | 10191700160001 | Ladda upp en bild av detta fornminne      |
| Götlunda 25:1                | Hög                         |              | Götlunda, Västergötland |       | 58.553971, 14.002605 | 10191700250001 | Ladda upp en bild av detta fornminne      |
| Götlunda 25:2                | Stensättning                |              | Götlunda, Västergötland |       | 58.553647, 14.002426 | 10191700250002 | Ladda upp en bild av detta fornminne      |
| Götlunda 26:1                | Stensättning                |              | Götlunda, Västergötland |       | 58.554944, 14.002101 | 10191700260001 | Ladda upp en bild av detta fornminne      |
| Götlunda 26:2                | Stensättning                |              | Götlunda, Västergötland |       | 58.555115, 14.001790 | 10191700260002 | Ladda upp en bild av detta fornminne      |
| Götlunda 26:3                | Stensättning                |              | Götlunda, Västergötland |       | 58.554803, 14.002380 | 10191700260003 | Ladda upp en bild av detta fornminne      |
| Götlunda 29:1                | Hög                         |              | Götlunda, Västergötland |       | 58.556253, 13.992063 | 10191700290001 | Ladda upp en bild av detta fornminne      |
| Götlunda 30:1                | Hög                         |              | Götlunda, Västergötland |       | 58.555193, 13.993003 | 10191700300001 | Ladda upp en bild av detta fornminne      |
| Götlunda 30:2                | Stensättning                |              | Götlunda, Västergötland |       | 58.555161, 13.993276 | 10191700300002 | Ladda upp en bild av detta fornminne      |
| Götlunda 30:3                | Stensättning                |              | Götlunda, Västergötland |       | 58.554837, 13.992337 | 10191700300003 | Ladda upp en bild av detta fornminne      |
| Götlunda 30:4                | Stensättning                |              | Götlunda, Västergötland |       | 58.554854, 13.991993 | 10191700300004 | Ladda upp en bild av detta fornminne      |
| Götlunda 30:5                | Hög                         |              | Götlunda, Västergötland |       | 58.554967, 13.992397 | 10191700300005 | Ladda upp en bild av detta fornminne      |
| Götlunda 30:6                | Gravfält                    |              | Götlunda, Västergötland |       | 58.554643, 13.993230 | 10191700300006 | Ladda upp en bild av detta fornminne      |
| Götlunda 31:1                | Hög                         |              | Götlunda, Västergötland |       | 58.541917, 13.997353 | 10191700310001 | Ladda upp en bild av detta fornminne      |
| Götlunda 31:2                | Hög                         |              | Götlunda, Västergötland |       | 58.541830, 13.997391 | 10191700310002 | Ladda upp en bild av detta fornminne      |
| Götlunda 33:1                | Hög                         |              | Götlunda, Västergötland |       | 58.540585, 13.995580 | 10191700330001 | Ladda upp en bild av detta fornminne      |
| Götlunda 33:2                | Stensättning                |              | Götlunda, Västergötland |       | 58.540498, 13.995285 | 10191700330002 | Ladda upp en bild av detta fornminne      |
| Götlunda 33:3                | Stensättning                |              | Götlunda, Västergötland |       | 58.540564, 13.996000 | 10191700330003 | Ladda upp en bild av detta fornminne      |
| Götlunda 33:4                | Stensättning                |              | Götlunda, Västergötland |       | 58.540457, 13.996014 | 10191700330004 | Ladda upp en bild av detta fornminne      |
| Götlunda 34:1                | Gravfält                    |              | Götlunda, Västergötland |       | 58.540476, 13.993202 | 10191700340001 | Ladda upp en bild av detta fornminne      |
| Götlunda 35:1                | Stensättning                |              | Götlunda, Västergötland |       | 58.541436, 13.993996 | 10191700350001 | Ladda upp en bild av detta fornminne      |
| Götlunda 35:2                | Stensättning                |              | Götlunda, Västergötland |       | 58.541436, 13.993656 | 10191700350002 | Ladda upp en bild av detta fornminne      |
| Götlunda 35:3                | Stensättning                |              | Götlunda, Västergötland |       | 58.541376, 13.993418 | 10191700350003 | Ladda upp en bild av detta fornminne      |
| Götlunda 37:1                | Hög                         |              | Götlunda, Västergötland |       | 58.539732, 13.992584 | 10191700370001 | Ladda upp en bild av detta fornminne      |
| Vg 7 (Götlunda 39:1)         | Runristning                 |              | Götlunda, Västergötland |       | 58.534887, 13.994264 | 10191700390001 | Ladda upp en till bild av detta fornminne |
| Götlunda 40:1                | Stensättning                |              | Götlunda, Västergötland |       | 58.535598, 13.994803 | 10191700400001 | Ladda upp en bild av detta fornminne      |
| Jämmerkullen (Götlunda 42:1) | Gravfält                    |              | Götlunda, Västergötland |       | 58.534861, 13.991905 | 10191700420001 | Ladda upp en bild av detta fornminne      |
| Götlunda 43:1                | Gravfält                    |              | Götlunda, Västergötland |       | 58.532518, 13.987305 | 10191700430001 | Ladda upp en bild av detta fornminne      |
| Götlunda 44:1                | Gravfält                    |              | Götlunda, Västergötland |       | 58.529469, 13.986254 | 10191700440001 | Ladda upp en bild av detta fornminne      |
| Götlunda 45:1                | Stensättning                |              | Götlunda, Västergötland |       | 58.526698, 13.994926 | 10191700450001 | Ladda upp en bild av detta fornminne      |
| Götlunda 45:2                | Stensättning                |              | Götlunda, Västergötland |       | 58.526936, 13.995092 | 10191700450002 | Ladda upp en bild av detta fornminne      |
| Götlunda 46:1                | Stenkammargrav              |              | Götlunda, Västergötland |       | 58.527311, 14.002264 | 10191700460001 | Ladda upp en bild av detta fornminne      |
| Götlunda 48:1                | Gravfält                    |              | Götlunda, Västergötland |       | 58.530908, 13.995643 | 10191700480001 | Ladda upp en bild av detta fornminne      |
| Götlunda 49:1                | Hög                         |              | Götlunda, Västergötland |       | 58.535043, 14.006522 | 10191700490001 | Ladda upp en bild av detta fornminne      |
| Götlunda 50:1                | Hög                         |              | Götlunda, Västergötland |       | 58.534628, 14.007335 | 10191700500001 | Ladda upp en bild av detta fornminne      |
| Götlunda 50:2                | Hög                         |              | Götlunda, Västergötland |       | 58.534414, 14.007564 | 10191700500002 | Ladda upp en bild av detta fornminne      |
| Götlunda 50:3                | Stensättning                |              | Götlunda, Västergötland |       | 58.534778, 14.007076 | 10191700500003 | Ladda upp en bild av detta fornminne      |
| Götlunda 51:1                | Gravfält                    |              | Götlunda, Västergötland |       | 58.535902, 14.009562 | 10191700510001 | Ladda upp en bild av detta fornminne      |
| Götlunda 54:1                | Stensättning                |              | Götlunda, Västergötland |       | 58.527544, 13.988630 | 10191700540001 | Ladda upp en bild av detta fornminne      |
| Götlunda 56:1                | Gravfält                    |              | Götlunda, Västergötland |       | 58.533928, 14.004232 | 10191700560001 | Ladda upp en bild av detta fornminne      |
| Götlunda 63:1                | Stensättning                |              | Götlunda, Västergötland |       | 58.538052, 14.014070 | 10191700630001 | Ladda upp en bild av detta fornminne      |
| Götlunda 64:1                | Stensättning                |              | Götlunda, Västergötland |       | 58.555625, 13.995701 | 10191700640001 | Ladda upp en bild av detta fornminne      |
| Götlunda 84:1                | Stensättning                |              | Götlunda, Västergötland |       | 58.535642, 14.005961 | 10191700840001 | Ladda upp en bild av detta fornminne      |
| Götlunda 89:1                | Stensättning                |              | Götlunda, Västergötland |       | 58.530768, 13.978712 | 10191700890001 | Ladda upp en bild av detta fornminne      |
| Götlunda 90:1                | Stenkrets                   |              | Götlunda, Västergötland |       | 58.527825, 13.994080 | 10191700900001 | Ladda upp en bild av detta fornminne      |
| Götlunda 90:2                | Stenkrets                   |              | Götlunda, Västergötland |       | 58.527816, 13.993504 | 10191700900002 | Ladda upp en bild av detta fornminne      |
| Götlunda 91:1                | Stensättning                |              | Götlunda, Västergötland |       | 58.528207, 13.994333 | 10191700910001 | Ladda upp en bild av detta fornminne      |
| Götlunda 91:2                | Stensättning                |              | Götlunda, Västergötland |       | 58.528212, 13.994124 | 10191700910002 | Ladda upp en bild av detta fornminne      |
| Götlunda 92:1                | Stensättning                |              | Götlunda, Västergötland |       | 58.554545, 14.000677 | 10191700920001 | Ladda upp en bild av detta fornminne      |
| Götlunda 93:1                | Stensättning                |              | Götlunda, Västergötland |       | 58.555596, 13.998632 | 10191700930001 | Ladda upp en bild av detta fornminne      |
| Götlunda 96:1                | Stensättning                |              | Götlunda, Västergötland |       | 58.553017, 14.002047 | 10191700960001 | Ladda upp en bild av detta fornminne      |
| Götlunda 110:1               | Grav markerad av sten/block |              | Götlunda, Västergötland |       | 58.530077, 13.987295 | 10191701100001 | Ladda upp en bild av detta fornminne      |
| Götlunda 110:2               | Grav markerad av sten/block |              | Götlunda, Västergötland |       | 58.530177, 13.987418 | 10191701100002 | Ladda upp en bild av detta fornminne      |
| Götlunda 112:1               | Stensättning                |              | Götlunda, Västergötland |       | 58.530536, 13.980780 | 10191701120001 | Ladda upp en bild av detta fornminne      |
| Nunnekullen (Götlunda 113:1) | Stensättning                |              | Götlunda, Västergötland |       | 58.560782, 13.994527 | 10191701130001 | Ladda upp en bild av detta fornminne      |
| Götlunda 122:1               | Gravfält                    |              | Götlunda, Västergötland |       | 58.524704, 13.979121 | 10191701220001 | Ladda upp en bild av detta fornminne      |
| Götlunda 123:1               | Stensättning                |              | Götlunda, Västergötland |       | 58.523660, 13.981695 | 10191701230001 | Ladda upp en bild av detta fornminne      |

## Hagelberg
| Namn          | Lämningstyp  | Tillkomsttid | Historisk indelning      | Plats | Läge                 | ID-nr          | Bild                                 |
| ------------- | ------------ | ------------ | ------------------------ | ----- | -------------------- | -------------- | ------------------------------------ |
| Hagelberg 3:1 | Stensättning |              | Hagelberg, Västergötland |       | 58.339396, 13.930959 | 10191900030001 | Ladda upp en bild av detta fornminne |
| Hagelberg 7:1 | Stensättning |              | Hagelberg, Västergötland |       | 58.332785, 13.929234 | 10191900070001 | Ladda upp en bild av detta fornminne |

## Horn
| Namn                   | Lämningstyp                 | Tillkomsttid | Historisk indelning | Plats | Läge                 | ID-nr          | Bild                                 |
| ---------------------- | --------------------------- | ------------ | ------------------- | ----- | -------------------- | -------------- | ------------------------------------ |
| Horn 1:1               | Stensättning                |              | Horn, Västergötland |       | 58.512010, 13.925019 | 10192700010001 | Ladda upp en bild av detta fornminne |
| Horn 1:2               | Stensättning                |              | Horn, Västergötland |       | 58.511966, 13.924813 | 10192700010002 | Ladda upp en bild av detta fornminne |
| Kungastenen (Horn 2:1) | Grav markerad av sten/block |              | Horn, Västergötland |       | 58.500650, 13.926681 | 10192700020001 | Ladda upp en bild av detta fornminne |
| Horn 3:1               | Grav markerad av sten/block |              | Horn, Västergötland |       | 58.500116, 13.926621 | 10192700030001 | Ladda upp en bild av detta fornminne |
| Horn 4:1               | Stensättning                |              | Horn, Västergötland |       | 58.494477, 13.934204 | 10192700040001 | Ladda upp en bild av detta fornminne |
| Horn 5:1               | Röse                        |              | Horn, Västergötland |       | 58.494486, 13.932995 | 10192700050001 | Ladda upp en bild av detta fornminne |
| Horn 5:2               | Stensättning                |              | Horn, Västergötland |       | 58.494504, 13.932777 | 10192700050002 | Ladda upp en bild av detta fornminne |
| Horn 5:3               | Stenkrets                   |              | Horn, Västergötland |       | 58.494604, 13.932954 | 10192700050003 | Ladda upp en bild av detta fornminne |
| Horn 7:1               | Stensättning                |              | Horn, Västergötland |       | 58.496246, 13.926328 | 10192700070001 | Ladda upp en bild av detta fornminne |
| Horn 8:2               | Stensättning                |              | Horn, Västergötland |       | 58.492076, 13.932756 | 10192700080002 | Ladda upp en bild av detta fornminne |
| Horn 9:1               | Stensättning                |              | Horn, Västergötland |       | 58.494077, 13.925024 | 10192700090001 | Ladda upp en bild av detta fornminne |
| Horn 10:1              | Stenkammargrav              |              | Horn, Västergötland |       | 58.521291, 13.907962 | 10192700100001 | Ladda upp en bild av detta fornminne |
| Horn 15:1              | Stensättning                |              | Horn, Västergötland |       | 58.530873, 13.893477 | 10192700150001 | Ladda upp en bild av detta fornminne |
| Horn 15:2              | Stensättning                |              | Horn, Västergötland |       | 58.530869, 13.893254 | 10192700150002 | Ladda upp en bild av detta fornminne |
| Horn 16:1              | Stensättning                |              | Horn, Västergötland |       | 58.534285, 13.893900 | 10192700160001 | Ladda upp en bild av detta fornminne |
| Horn 19:1              | Stensättning                |              | Horn, Västergötland |       | 58.530009, 13.889634 | 10192700190001 | Ladda upp en bild av detta fornminne |
| Horn 25:1              | Stensättning                |              | Horn, Västergötland |       | 58.512808, 13.909878 | 10192700250001 | Ladda upp en bild av detta fornminne |
| Horn 25:2              | Stensättning                |              | Horn, Västergötland |       | 58.512952, 13.909925 | 10192700250002 | Ladda upp en bild av detta fornminne |
| Bäckasten (Horn 26:1)  | Grav markerad av sten/block |              | Horn, Västergötland |       | 58.509724, 13.917655 | 10192700260001 | Ladda upp en bild av detta fornminne |
| Horn 48:1              | Stensättning                |              | Horn, Västergötland |       | 58.505372, 13.911375 | 10192700480001 | Ladda upp en bild av detta fornminne |

## Häggum
| Namn                     | Lämningstyp    | Tillkomsttid | Historisk indelning   | Plats | Läge                 | ID-nr          | Bild                                 |
| ------------------------ | -------------- | ------------ | --------------------- | ----- | -------------------- | -------------- | ------------------------------------ |
| Häggum 12:1              | Stensättning   |              | Häggum, Västergötland |       | 58.314777, 13.689531 | 10193700120001 | Ladda upp en bild av detta fornminne |
| Häggum 16:1              | Stensättning   |              | Häggum, Västergötland |       | 58.310304, 13.703177 | 10193700160001 | Ladda upp en bild av detta fornminne |
| Häggum 26:1              | Gravfält       |              | Häggum, Västergötland |       | 58.309877, 13.705934 | 10193700260001 | Ladda upp en bild av detta fornminne |
| Häggum 26:2              | Stensättning   |              | Häggum, Västergötland |       | 58.309643, 13.704991 | 10193700260002 | Ladda upp en bild av detta fornminne |
| Häggum 28:1              | Stensättning   |              | Häggum, Västergötland |       | 58.318306, 13.706107 | 10193700280001 | Ladda upp en bild av detta fornminne |
| Häggum 29:1              | Stensättning   |              | Häggum, Västergötland |       | 58.322956, 13.716851 | 10193700290001 | Ladda upp en bild av detta fornminne |
| Häggum 29:2              | Stensättning   |              | Häggum, Västergötland |       | 58.323239, 13.717636 | 10193700290002 | Ladda upp en bild av detta fornminne |
| Häggum 30:1              | Stensättning   |              | Häggum, Västergötland |       | 58.321506, 13.715745 | 10193700300001 | Ladda upp en bild av detta fornminne |
| Häggum 35:1              | Hög            |              | Häggum, Västergötland |       | 58.309151, 13.702940 | 10193700350001 | Ladda upp en bild av detta fornminne |
| Häggum 37:3              | Stensättning   |              | Häggum, Västergötland |       | 58.306599, 13.699034 | 10193700370003 | Ladda upp en bild av detta fornminne |
| Häggum 39:1              | Stensättning   |              | Häggum, Västergötland |       | 58.303209, 13.696067 | 10193700390001 | Ladda upp en bild av detta fornminne |
| Silborör (Häggum 40:1)   | Gravfält       |              | Häggum, Västergötland |       | 58.304134, 13.696242 | 10193700400001 | Ladda upp en bild av detta fornminne |
| Kungshögen (Häggum 44:1) | Stensättning   |              | Häggum, Västergötland |       | 58.301438, 13.695458 | 10193700440001 | Ladda upp en bild av detta fornminne |
| Häggum 45:1              | Stensättning   |              | Häggum, Västergötland |       | 58.308107, 13.706517 | 10193700450001 | Ladda upp en bild av detta fornminne |
| Häggum 46:1              | Stensättning   |              | Häggum, Västergötland |       | 58.310169, 13.708525 | 10193700460001 | Ladda upp en bild av detta fornminne |
| Häggum 48:1              | Stensättning   |              | Häggum, Västergötland |       | 58.325258, 13.678723 | 10193700480001 | Ladda upp en bild av detta fornminne |
| Häggum 48:2              | Stensättning   |              | Häggum, Västergötland |       | 58.325112, 13.678544 | 10193700480002 | Ladda upp en bild av detta fornminne |
| Häggum 48:3              | Stensättning   |              | Häggum, Västergötland |       | 58.325226, 13.678401 | 10193700480003 | Ladda upp en bild av detta fornminne |
| Häggum 48:4              | Stensättning   |              | Häggum, Västergötland |       | 58.325428, 13.679456 | 10193700480004 | Ladda upp en bild av detta fornminne |
| Häggum 49:1              | Stensättning   |              | Häggum, Västergötland |       | 58.325850, 13.673413 | 10193700490001 | Ladda upp en bild av detta fornminne |
| Häggum 51:1              | Stenkrets      |              | Häggum, Västergötland |       | 58.331908, 13.732599 | 10193700510001 | Ladda upp en bild av detta fornminne |
| Häggum 54:1              | Stensättning   |              | Häggum, Västergötland |       | 58.323013, 13.679184 | 10193700540001 | Ladda upp en bild av detta fornminne |
| Häggum 54:2              | Stensättning   |              | Häggum, Västergötland |       | 58.323017, 13.678877 | 10193700540002 | Ladda upp en bild av detta fornminne |
| Häggum 54:4              | Stensättning   |              | Häggum, Västergötland |       | 58.323340, 13.679420 | 10193700540004 | Ladda upp en bild av detta fornminne |
| Häggum 55:1              | Stensättning   |              | Häggum, Västergötland |       | 58.323049, 13.681281 | 10193700550001 | Ladda upp en bild av detta fornminne |
| Häggum 57:1              | Gravfält       |              | Häggum, Västergötland |       | 58.315290, 13.713324 | 10193700570001 | Ladda upp en bild av detta fornminne |
| Backgården (Häggum 58:1) | Stensättning   |              | Häggum, Västergötland |       | 58.315877, 13.714850 | 10193700580001 | Ladda upp en bild av detta fornminne |
| Backgården (Häggum 58:2) | Stensättning   |              | Häggum, Västergötland |       | 58.315983, 13.715191 | 10193700580002 | Ladda upp en bild av detta fornminne |
| Häggum 69:1              | Stenkrets      |              | Häggum, Västergötland |       | 58.325384, 13.681378 | 10193700690001 | Ladda upp en bild av detta fornminne |
| Häggum 69:2              | Stenkrets      |              | Häggum, Västergötland |       | 58.325345, 13.681192 | 10193700690002 | Ladda upp en bild av detta fornminne |
| Häggum 70:1              | Stensättning   |              | Häggum, Västergötland |       | 58.325681, 13.675062 | 10193700700001 | Ladda upp en bild av detta fornminne |
| Häggum 71:1              | Stensättning   |              | Häggum, Västergötland |       | 58.326749, 13.673495 | 10193700710001 | Ladda upp en bild av detta fornminne |
| Häggum 71:2              | Stensättning   |              | Häggum, Västergötland |       | 58.327167, 13.673776 | 10193700710002 | Ladda upp en bild av detta fornminne |
| Häggum 75:1              | Hög            |              | Häggum, Västergötland |       | 58.321410, 13.712934 | 10193700750001 | Ladda upp en bild av detta fornminne |
| Häggum 81:1              | Stenkammargrav |              | Häggum, Västergötland |       | 58.318497, 13.713723 | 10193700810001 | Ladda upp en bild av detta fornminne |

## Lerdala
| Namn                       | Lämningstyp                      | Tillkomsttid | Historisk indelning    | Plats | Läge                 | ID-nr          | Bild                                 |
| -------------------------- | -------------------------------- | ------------ | ---------------------- | ----- | -------------------- | -------------- | ------------------------------------ |
| Lerdala 1:1                | Röse                             |              | Lerdala, Västergötland |       | 58.517728, 13.717383 | 10197100010001 | Ladda upp en bild av detta fornminne |
| Lerdala 2:1                | Röse                             |              | Lerdala, Västergötland |       | 58.516294, 13.708920 | 10197100020001 | Ladda upp en bild av detta fornminne |
| Lerdala 3:1                | Grav markerad av sten/block      |              | Lerdala, Västergötland |       | 58.508601, 13.701999 | 10197100030001 | Ladda upp en bild av detta fornminne |
| Kungagraven (Lerdala 6:1)  | Stenkammargrav                   |              | Lerdala, Västergötland |       | 58.487197, 13.747540 | 10197100060001 | Ladda upp en bild av detta fornminne |
| Borgehall (Lerdala 8:1)    | Fornborg                         |              | Lerdala, Västergötland |       | 58.498672, 13.692918 | 10197100080001 | Ladda upp en bild av detta fornminne |
| Lerdala 9:1                | Gravfält                         |              | Lerdala, Västergötland |       | 58.476692, 13.703716 | 10197100090001 | Ladda upp en bild av detta fornminne |
| Lerdala 10:1               | Stenkrets                        |              | Lerdala, Västergötland |       | 58.476081, 13.701444 | 10197100100001 | Ladda upp en bild av detta fornminne |
| Lerdala 10:2               | Grav markerad av sten/block      |              | Lerdala, Västergötland |       | 58.476337, 13.701612 | 10197100100002 | Ladda upp en bild av detta fornminne |
| Lerdala 10:3               | Grav markerad av sten/block      |              | Lerdala, Västergötland |       | 58.476024, 13.701335 | 10197100100003 | Ladda upp en bild av detta fornminne |
| Lerdala 10:4               | Stenkrets                        |              | Lerdala, Västergötland |       | 58.475997, 13.701218 | 10197100100004 | Ladda upp en bild av detta fornminne |
| Slevakullen (Lerdala 12:1) | Röse                             |              | Lerdala, Västergötland |       | 58.473263, 13.684606 | 10197100120001 | Ladda upp en bild av detta fornminne |
| Lerdala 34:2               | Husgrund, förhistorisk/medeltida |              | Lerdala, Västergötland |       | 58.473084, 13.678464 | 10197100340002 | Ladda upp en bild av detta fornminne |
| Lerdala 100:1              | Hällristning                     |              | Lerdala, Västergötland |       | 58.470583, 13.743091 | 10197101000001 | Ladda upp en bild av detta fornminne |
| Lerdala 101:1              | Hällristning                     |              | Lerdala, Västergötland |       | 58.472418, 13.743865 | 10197101010001 | Ladda upp en bild av detta fornminne |
| Lerdala 102:1              | Hällristning                     |              | Lerdala, Västergötland |       | 58.472455, 13.741497 | 10197101020001 | Ladda upp en bild av detta fornminne |
| Lerdala 103:1              | Hällristning                     |              | Lerdala, Västergötland |       | 58.463532, 13.725696 | 10197101030001 | Ladda upp en bild av detta fornminne |
| Lerdala 166:1              | Stenkrets                        |              | Lerdala, Västergötland |       | 58.476525, 13.702695 | 10197101660001 | Ladda upp en bild av detta fornminne |

## Ljunghem
| Namn                             | Lämningstyp                      | Tillkomsttid | Historisk indelning     | Plats | Läge                 | ID-nr          | Bild                                 |
| -------------------------------- | -------------------------------- | ------------ | ----------------------- | ----- | -------------------- | -------------- | ------------------------------------ |
| Ljunghem 3:1                     | Stenkrets                        |              | Ljunghem, Västergötland |       | 58.260114, 13.895027 | 10197500030001 | Ladda upp en bild av detta fornminne |
| Gamla kyrkogården (Ljunghem 4:1) | Begravningsplats                 |              | Ljunghem, Västergötland |       | 58.258621, 13.905961 | 10197500040001 | Ladda upp en bild av detta fornminne |
| Ljunghem 5:1                     | Stensättning                     |              | Ljunghem, Västergötland |       | 58.265169, 13.917468 | 10197500050001 | Ladda upp en bild av detta fornminne |
| Ljunghem 5:2                     | Stensättning                     |              | Ljunghem, Västergötland |       | 58.265286, 13.917463 | 10197500050002 | Ladda upp en bild av detta fornminne |
| Ljunghem 5:3                     | Stensättning                     |              | Ljunghem, Västergötland |       | 58.265565, 13.917568 | 10197500050003 | Ladda upp en bild av detta fornminne |
| Ljunghem 7:1                     | Röse                             |              | Ljunghem, Västergötland |       | 58.260241, 13.917165 | 10197500070001 | Ladda upp en bild av detta fornminne |
| Ljunghem 7:2                     | Stensättning                     |              | Ljunghem, Västergötland |       | 58.260218, 13.917404 | 10197500070002 | Ladda upp en bild av detta fornminne |
| Ljunghem 8:1                     | Röse                             |              | Ljunghem, Västergötland |       | 58.260369, 13.915950 | 10197500080001 | Ladda upp en bild av detta fornminne |
| Ljunghem 11:1                    | Stensättning                     |              | Ljunghem, Västergötland |       | 58.254983, 13.912214 | 10197500110001 | Ladda upp en bild av detta fornminne |
| Ljunghem 11:2                    | Stensättning                     |              | Ljunghem, Västergötland |       | 58.255036, 13.912106 | 10197500110002 | Ladda upp en bild av detta fornminne |
| Ljunghem 11:3                    | Stensättning                     |              | Ljunghem, Västergötland |       | 58.255135, 13.912100 | 10197500110003 | Ladda upp en bild av detta fornminne |
| Ljunghem 13:1                    | Husgrund, förhistorisk/medeltida |              | Ljunghem, Västergötland |       | 58.260138, 13.915111 | 10197500130001 | Ladda upp en bild av detta fornminne |
| Ljunghem 16:1                    | Grav markerad av sten/block      |              | Ljunghem, Västergötland |       | 58.261043, 13.896734 | 10197500160001 | Ladda upp en bild av detta fornminne |
| Ljunghem 16:2                    | Grav markerad av sten/block      |              | Ljunghem, Västergötland |       | 58.261018, 13.896906 | 10197500160002 | Ladda upp en bild av detta fornminne |
| Ljunghem 28:1                    | Stensättning                     |              | Ljunghem, Västergötland |       | 58.265770, 13.935395 | 10197500280001 | Ladda upp en bild av detta fornminne |
| Ljunghem 29:1                    | Stensättning                     |              | Ljunghem, Västergötland |       | 58.248078, 13.906268 | 10197500290001 | Ladda upp en bild av detta fornminne |

## Locketorp
| Namn           | Lämningstyp  | Tillkomsttid | Historisk indelning      | Plats | Läge                 | ID-nr          | Bild                                 |
| -------------- | ------------ | ------------ | ------------------------ | ----- | -------------------- | -------------- | ------------------------------------ |
| Locketorp 2:1  | Stensättning |              | Locketorp, Västergötland |       | 58.481978, 13.945682 | 10197600020001 | Ladda upp en bild av detta fornminne |
| Locketorp 2:2  | Stensättning |              | Locketorp, Västergötland |       | 58.482405, 13.945431 | 10197600020002 | Ladda upp en bild av detta fornminne |
| Locketorp 3:1  | Stensättning |              | Locketorp, Västergötland |       | 58.482536, 13.946223 | 10197600030001 | Ladda upp en bild av detta fornminne |
| Locketorp 4:1  | Stensättning |              | Locketorp, Västergötland |       | 58.486914, 13.943239 | 10197600040001 | Ladda upp en bild av detta fornminne |
| Locketorp 7:1  | Stensättning |              | Locketorp, Västergötland |       | 58.488462, 13.958118 | 10197600070001 | Ladda upp en bild av detta fornminne |
| Locketorp 49:1 | Stensättning |              | Locketorp, Västergötland |       | 58.488110, 13.989760 | 10197600490001 | Ladda upp en bild av detta fornminne |
| Locketorp 50:1 | Stensättning |              | Locketorp, Västergötland |       | 58.489223, 13.989715 | 10197600500001 | Ladda upp en bild av detta fornminne |
| Locketorp 66:1 | Stensättning |              | Locketorp, Västergötland |       | 58.478923, 13.960090 | 10197600660001 | Ladda upp en bild av detta fornminne |

## Norra Kyrketorp
| Namn                 | Lämningstyp  | Tillkomsttid | Historisk indelning            | Plats | Läge                 | ID-nr          | Bild                                 |
| -------------------- | ------------ | ------------ | ------------------------------ | ----- | -------------------- | -------------- | ------------------------------------ |
| Norra Kyrketorp 1:1  | Stensättning |              | Norra Kyrketorp, Västergötland |       | 58.351625, 13.825993 | 10199800010001 | Ladda upp en bild av detta fornminne |
| Norra Kyrketorp 1:2  | Stensättning |              | Norra Kyrketorp, Västergötland |       | 58.351532, 13.826224 | 10199800010002 | Ladda upp en bild av detta fornminne |
| Norra Kyrketorp 6:1  | Gravfält     |              | Norra Kyrketorp, Västergötland |       | 58.351170, 13.839888 | 10199800060001 | Ladda upp en bild av detta fornminne |
| Norra Kyrketorp 6:2  | Gravfält     |              | Norra Kyrketorp, Västergötland |       | 58.350754, 13.841468 | 10199800060002 | Ladda upp en bild av detta fornminne |
| Norra Kyrketorp 6:3  | Gravfält     |              | Norra Kyrketorp, Västergötland |       | 58.350020, 13.840387 | 10199800060003 | Ladda upp en bild av detta fornminne |
| Norra Kyrketorp 18:1 | Stensättning |              | Norra Kyrketorp, Västergötland |       | 58.358256, 13.814586 | 10199800180001 | Ladda upp en bild av detta fornminne |
| Norra Kyrketorp 18:2 | Stensättning |              | Norra Kyrketorp, Västergötland |       | 58.358334, 13.814444 | 10199800180002 | Ladda upp en bild av detta fornminne |
| Norra Kyrketorp 18:3 | Stensättning |              | Norra Kyrketorp, Västergötland |       | 58.358422, 13.814285 | 10199800180003 | Ladda upp en bild av detta fornminne |
| Norra Kyrketorp 34:1 | Stensättning |              | Norra Kyrketorp, Västergötland |       | 58.364216, 13.818135 | 10199800340001 | Ladda upp en bild av detta fornminne |
| Norra Kyrketorp 36:1 | Hög          |              | Norra Kyrketorp, Västergötland |       | 58.360690, 13.827915 | 10199800360001 | Ladda upp en bild av detta fornminne |
| Norra Kyrketorp 36:2 | Hög          |              | Norra Kyrketorp, Västergötland |       | 58.360724, 13.827464 | 10199800360002 | Ladda upp en bild av detta fornminne |
| Norra Kyrketorp 37:1 | Hög          |              | Norra Kyrketorp, Västergötland |       | 58.361905, 13.836537 | 10199800370001 | Ladda upp en bild av detta fornminne |
| Norra Kyrketorp 37:2 | Hög          |              | Norra Kyrketorp, Västergötland |       | 58.361909, 13.836229 | 10199800370002 | Ladda upp en bild av detta fornminne |
| Norra Kyrketorp 51:1 | Stensättning |              | Norra Kyrketorp, Västergötland |       | 58.330183, 13.887995 | 10199800510001 | Ladda upp en bild av detta fornminne |
| Norra Kyrketorp 52:1 | Stensättning |              | Norra Kyrketorp, Västergötland |       | 58.329669, 13.885577 | 10199800520001 | Ladda upp en bild av detta fornminne |
| Norra Kyrketorp 52:2 | Stensättning |              | Norra Kyrketorp, Västergötland |       | 58.329461, 13.885467 | 10199800520002 | Ladda upp en bild av detta fornminne |
| Norra Kyrketorp 59:1 | Stensättning |              | Norra Kyrketorp, Västergötland |       | 58.321678, 13.879789 | 10199800590001 | Ladda upp en bild av detta fornminne |
| Sjogerstad 60:1      | Gravfält     |              | Norra Kyrketorp, Västergötland |       | 58.324286, 13.881109 | 10202000600001 | Ladda upp en bild av detta fornminne |
| Skövde 64:1          | Gravfält     |              | Norra Kyrketorp, Västergötland |       | 58.368620, 13.837531 | 10203000640001 | Ladda upp en bild av detta fornminne |

## Ryd
| Namn                      | Lämningstyp      | Tillkomsttid | Historisk indelning | Plats | Läge                 | ID-nr          | Bild                                      |
| ------------------------- | ---------------- | ------------ | ------------------- | ----- | -------------------- | -------------- | ----------------------------------------- |
| Ryds kyrkoruin (Ryd 3:1)  | Kyrka/kapell     |              | Ryd, Västergötland  |       | 58.423367, 13.860314 | 10201100030001 | Ladda upp en till bild av detta fornminne |
| Ryds kyrkoruin (Ryd 3:2)  | Begravningsplats |              | Ryd, Västergötland  |       | 58.423311, 13.860217 | 10201100030002 | Ladda upp en bild av detta fornminne      |
| De sju kullarna (Ryd 7:1) | Gravfält         |              | Ryd, Västergötland  |       | 58.424728, 13.846965 | 10201100070001 | Ladda upp en bild av detta fornminne      |
| Mosebacke (Ryd 9:1)       | Stensättning     |              | Ryd, Västergötland  |       | 58.434626, 13.838240 | 10201100090001 | Ladda upp en bild av detta fornminne      |
| Ryd 11:1                  | Stensättning     |              | Ryd, Västergötland  |       | 58.426914, 13.857111 | 10201100110001 | Ladda upp en bild av detta fornminne      |
| Ryd 11:2                  | Stensättning     |              | Ryd, Västergötland  |       | 58.426802, 13.857442 | 10201100110002 | Ladda upp en bild av detta fornminne      |
| Ryd 12:1                  | Stensättning     |              | Ryd, Västergötland  |       | 58.439324, 13.852193 | 10201100120001 | Ladda upp en bild av detta fornminne      |
| Ryd 12:2                  | Stenkrets        |              | Ryd, Västergötland  |       | 58.439453, 13.852496 | 10201100120002 | Ladda upp en bild av detta fornminne      |
| Ryd 14:1                  | Röse             |              | Ryd, Västergötland  |       | 58.422496, 13.841280 | 10201100140001 | Ladda upp en bild av detta fornminne      |
| Ryd 14:2                  | Röse             |              | Ryd, Västergötland  |       | 58.422502, 13.841074 | 10201100140002 | Ladda upp en bild av detta fornminne      |
| Ryd 14:3                  | Stenkrets        |              | Ryd, Västergötland  |       | 58.422395, 13.841165 | 10201100140003 | Ladda upp en bild av detta fornminne      |
| Ryd 14:4                  | Stenkrets        |              | Ryd, Västergötland  |       | 58.422398, 13.841370 | 10201100140004 | Ladda upp en bild av detta fornminne      |
| Ryd 15:1                  | Röse             |              | Ryd, Västergötland  |       | 58.422861, 13.839688 | 10201100150001 | Ladda upp en bild av detta fornminne      |
| Ryd 15:2                  | Röse             |              | Ryd, Västergötland  |       | 58.422566, 13.839839 | 10201100150002 | Ladda upp en bild av detta fornminne      |
| Ryd 23:1                  | Stensättning     |              | Ryd, Västergötland  |       | 58.426499, 13.840541 | 10201100230001 | Ladda upp en bild av detta fornminne      |
| Ryd 40:1                  | Gravfält         |              | Ryd, Västergötland  |       | 58.423994, 13.859756 | 10201100400001 | Ladda upp en bild av detta fornminne      |
| Ryd 42:1                  | Gravfält         |              | Ryd, Västergötland  |       | 58.425497, 13.861905 | 10201100420001 | Ladda upp en bild av detta fornminne      |

## Rådene
| Namn        | Lämningstyp      | Tillkomsttid | Historisk indelning   | Plats | Läge                 | ID-nr          | Bild                                      |
| ----------- | ---------------- | ------------ | --------------------- | ----- | -------------------- | -------------- | ----------------------------------------- |
| Rådene 3:1  | Stensättning     |              | Rådene, Västergötland |       | 58.330373, 13.776610 | 10201400030001 | Ladda upp en bild av detta fornminne      |
| Rådene 4:1  | Stensättning     |              | Rådene, Västergötland |       | 58.329233, 13.776602 | 10201400040001 | Ladda upp en bild av detta fornminne      |
| Rådene 6:1  | Begravningsplats |              | Rådene, Västergötland |       | 58.331687, 13.769582 | 10201400060001 | Ladda upp en till bild av detta fornminne |
| Rådene 6:2  | Runristning      |              | Rådene, Västergötland |       | 58.331555, 13.769435 | 10201400060002 | Ladda upp en till bild av detta fornminne |
| Rådene 7:1  | Stensättning     |              | Rådene, Västergötland |       | 58.329991, 13.772585 | 10201400070001 | Ladda upp en bild av detta fornminne      |
| Rådene 10:1 | Stensättning     |              | Rådene, Västergötland |       | 58.328422, 13.759779 | 10201400100001 | Ladda upp en bild av detta fornminne      |
| Rådene 15:1 | Hög              |              | Rådene, Västergötland |       | 58.328460, 13.781457 | 10201400150001 | Ladda upp en bild av detta fornminne      |
| Rådene 20:1 | Hällristning     |              | Rådene, Västergötland |       | 58.308857, 13.752785 | 10201400200001 | Ladda upp en bild av detta fornminne      |
| Rådene 23:1 | Stensättning     |              | Rådene, Västergötland |       | 58.324869, 13.788951 | 10201400230001 | Ladda upp en bild av detta fornminne      |
| Rådene 23:2 | Stensättning     |              | Rådene, Västergötland |       | 58.324682, 13.789029 | 10201400230002 | Ladda upp en bild av detta fornminne      |
| Rådene 24:1 | Hög              |              | Rådene, Västergötland |       | 58.324810, 13.787912 | 10201400240001 | Ladda upp en bild av detta fornminne      |
| Rådene 25:1 | Hög              |              | Rådene, Västergötland |       | 58.326211, 13.789188 | 10201400250001 | Ladda upp en bild av detta fornminne      |
| Rådene 26:1 | Stensättning     |              | Rådene, Västergötland |       | 58.325120, 13.787043 | 10201400260001 | Ladda upp en bild av detta fornminne      |
| Rådene 26:2 | Stensättning     |              | Rådene, Västergötland |       | 58.325188, 13.786783 | 10201400260002 | Ladda upp en bild av detta fornminne      |
| Rådene 27:1 | Stensättning     |              | Rådene, Västergötland |       | 58.325769, 13.787862 | 10201400270001 | Ladda upp en bild av detta fornminne      |
| Rådene 27:2 | Stensättning     |              | Rådene, Västergötland |       | 58.325766, 13.787658 | 10201400270002 | Ladda upp en bild av detta fornminne      |
| Rådene 28:1 | Stensättning     |              | Rådene, Västergötland |       | 58.325646, 13.786145 | 10201400280001 | Ladda upp en bild av detta fornminne      |
| Rådene 28:2 | Stensättning     |              | Rådene, Västergötland |       | 58.325648, 13.786315 | 10201400280002 | Ladda upp en bild av detta fornminne      |
| Rådene 29:1 | Stensättning     |              | Rådene, Västergötland |       | 58.325693, 13.785664 | 10201400290001 | Ladda upp en bild av detta fornminne      |
| Rådene 31:1 | Stensättning     |              | Rådene, Västergötland |       | 58.326490, 13.778146 | 10201400310001 | Ladda upp en bild av detta fornminne      |
| Rådene 32:1 | Stensättning     |              | Rådene, Västergötland |       | 58.329784, 13.785484 | 10201400320001 | Ladda upp en bild av detta fornminne      |
| Rådene 34:1 | Stensättning     |              | Rådene, Västergötland |       | 58.328225, 13.791285 | 10201400340001 | Ladda upp en bild av detta fornminne      |
| Rådene 35:1 | Hög              |              | Rådene, Västergötland |       | 58.337231, 13.775168 | 10201400350001 | Ladda upp en bild av detta fornminne      |
| Rådene 36:1 | Stensättning     |              | Rådene, Västergötland |       | 58.339118, 13.782495 | 10201400360001 | Ladda upp en bild av detta fornminne      |
| Rådene 37:1 | Stensättning     |              | Rådene, Västergötland |       | 58.333693, 13.778845 | 10201400370001 | Ladda upp en bild av detta fornminne      |

## Sjogerstad
| Namn                         | Lämningstyp                 | Tillkomsttid | Historisk indelning       | Plats | Läge                 | ID-nr          | Bild                                 |
| ---------------------------- | --------------------------- | ------------ | ------------------------- | ----- | -------------------- | -------------- | ------------------------------------ |
| Sjogerstad 2:1               | Stensättning                |              | Sjogerstad, Västergötland |       | 58.330988, 13.803603 | 10202000020001 | Ladda upp en bild av detta fornminne |
| Sjogerstad 3:1               | Stensättning                |              | Sjogerstad, Västergötland |       | 58.331804, 13.804807 | 10202000030001 | Ladda upp en bild av detta fornminne |
| Sjogerstad 6:1               | Stensättning                |              | Sjogerstad, Västergötland |       | 58.326273, 13.806664 | 10202000060001 | Ladda upp en bild av detta fornminne |
| Sjogerstad 8:1               | Stensättning                |              | Sjogerstad, Västergötland |       | 58.326779, 13.803070 | 10202000080001 | Ladda upp en bild av detta fornminne |
| Sjogerstad 10:1              | Hög                         |              | Sjogerstad, Västergötland |       | 58.324063, 13.800906 | 10202000100001 | Ladda upp en bild av detta fornminne |
| Sjogerstad 12:1              | Hög                         |              | Sjogerstad, Västergötland |       | 58.324124, 13.802644 | 10202000120001 | Ladda upp en bild av detta fornminne |
| Sjogerstad 13:1              | Hög                         |              | Sjogerstad, Västergötland |       | 58.320206, 13.806107 | 10202000130001 | Ladda upp en bild av detta fornminne |
| Sjogerstad 14:1              | Stensättning                |              | Sjogerstad, Västergötland |       | 58.321788, 13.802543 | 10202000140001 | Ladda upp en bild av detta fornminne |
| Sjogerstad 15:1              | Hög                         |              | Sjogerstad, Västergötland |       | 58.321090, 13.801419 | 10202000150001 | Ladda upp en bild av detta fornminne |
| Sjogerstad 16:1              | Hög                         |              | Sjogerstad, Västergötland |       | 58.324457, 13.805187 | 10202000160001 | Ladda upp en bild av detta fornminne |
| Sjogerstad 17:1              | Stensättning                |              | Sjogerstad, Västergötland |       | 58.322979, 13.807926 | 10202000170001 | Ladda upp en bild av detta fornminne |
| Ödekyrka (Sjogerstad 18:1)   | Begravningsplats            |              | Sjogerstad, Västergötland |       | 58.325296, 13.814164 | 10202000180001 | Ladda upp en bild av detta fornminne |
| Sjogerstad 19:1              | Hög                         |              | Sjogerstad, Västergötland |       | 58.319491, 13.804506 | 10202000190001 | Ladda upp en bild av detta fornminne |
| Ljusekulla (Sjogerstad 20:1) | Gravfält                    |              | Sjogerstad, Västergötland |       | 58.319762, 13.807932 | 10202000200001 | Ladda upp en bild av detta fornminne |
| Ljusekulla (Sjogerstad 20:2) | Hög                         |              | Sjogerstad, Västergötland |       | 58.320292, 13.807758 | 10202000200002 | Ladda upp en bild av detta fornminne |
| Sjogerstad 21:1              | Hög                         |              | Sjogerstad, Västergötland |       | 58.332287, 13.798431 | 10202000210001 | Ladda upp en bild av detta fornminne |
| Sjogerstad 21:2              | Stensättning                |              | Sjogerstad, Västergötland |       | 58.332157, 13.798165 | 10202000210002 | Ladda upp en bild av detta fornminne |
| Sjogerstad 21:3              | Stensättning                |              | Sjogerstad, Västergötland |       | 58.332163, 13.797942 | 10202000210003 | Ladda upp en bild av detta fornminne |
| Sjogerstad 22:1              | Hög                         |              | Sjogerstad, Västergötland |       | 58.331843, 13.796269 | 10202000220001 | Ladda upp en bild av detta fornminne |
| Sjogerstad 23:1              | Hög                         |              | Sjogerstad, Västergötland |       | 58.331243, 13.797034 | 10202000230001 | Ladda upp en bild av detta fornminne |
| Sjogerstad 24:1              | Hög                         |              | Sjogerstad, Västergötland |       | 58.330624, 13.795803 | 10202000240001 | Ladda upp en bild av detta fornminne |
| Sjogerstad 26:1              | Stensättning                |              | Sjogerstad, Västergötland |       | 58.329719, 13.795304 | 10202000260001 | Ladda upp en bild av detta fornminne |
| Sjogerstad 26:2              | Stensättning                |              | Sjogerstad, Västergötland |       | 58.329355, 13.794930 | 10202000260002 | Ladda upp en bild av detta fornminne |
| Sjogerstad 27:1              | Stensättning                |              | Sjogerstad, Västergötland |       | 58.328785, 13.794670 | 10202000270001 | Ladda upp en bild av detta fornminne |
| Sjogerstad 27:2              | Stensättning                |              | Sjogerstad, Västergötland |       | 58.328684, 13.794453 | 10202000270002 | Ladda upp en bild av detta fornminne |
| Sjogerstad 28:1              | Stensättning                |              | Sjogerstad, Västergötland |       | 58.328132, 13.793526 | 10202000280001 | Ladda upp en bild av detta fornminne |
| Sjogerstad 28:2              | Stensättning                |              | Sjogerstad, Västergötland |       | 58.328244, 13.793844 | 10202000280002 | Ladda upp en bild av detta fornminne |
| Sjogerstad 29:1              | Hög                         |              | Sjogerstad, Västergötland |       | 58.326515, 13.795385 | 10202000290001 | Ladda upp en bild av detta fornminne |
| Sjogerstad 30:1              | Stensättning                |              | Sjogerstad, Västergötland |       | 58.325281, 13.797566 | 10202000300001 | Ladda upp en bild av detta fornminne |
| Sjogerstad 31:1              | Stensättning                |              | Sjogerstad, Västergötland |       | 58.324383, 13.791963 | 10202000310001 | Ladda upp en bild av detta fornminne |
| Sjogerstad 35:1              | Stensättning                |              | Sjogerstad, Västergötland |       | 58.318666, 13.790213 | 10202000350001 | Ladda upp en bild av detta fornminne |
| Sjogerstad 36:1              | Stensättning                |              | Sjogerstad, Västergötland |       | 58.319396, 13.790977 | 10202000360001 | Ladda upp en bild av detta fornminne |
| Sjogerstad 37:1              | Stensättning                |              | Sjogerstad, Västergötland |       | 58.317219, 13.793882 | 10202000370001 | Ladda upp en bild av detta fornminne |
| Sjogerstad 38:1              | Begravningsplats            |              | Sjogerstad, Västergötland |       | 58.314866, 13.807864 | 10202000380001 | Ladda upp en bild av detta fornminne |
| Sjogerstad 39:1              | Stensättning                |              | Sjogerstad, Västergötland |       | 58.320589, 13.823557 | 10202000390001 | Ladda upp en bild av detta fornminne |
| Sjogerstad 40:2              | Stensättning                |              | Sjogerstad, Västergötland |       | 58.319807, 13.822792 | 10202000400002 | Ladda upp en bild av detta fornminne |
| Sjogerstad 40:3              | Stensättning                |              | Sjogerstad, Västergötland |       | 58.319750, 13.822560 | 10202000400003 | Ladda upp en bild av detta fornminne |
| Sjogerstad 41:1              | Stensättning                |              | Sjogerstad, Västergötland |       | 58.317543, 13.824624 | 10202000410001 | Ladda upp en bild av detta fornminne |
| Sjogerstad 42:1              | Stenkrets                   |              | Sjogerstad, Västergötland |       | 58.327498, 13.838539 | 10202000420001 | Ladda upp en bild av detta fornminne |
| Sjogerstad 42:2              | Stenkrets                   |              | Sjogerstad, Västergötland |       | 58.327427, 13.838610 | 10202000420002 | Ladda upp en bild av detta fornminne |
| Sjogerstad 43:1              | Stensättning                |              | Sjogerstad, Västergötland |       | 58.331365, 13.819375 | 10202000430001 | Ladda upp en bild av detta fornminne |
| Sjogerstad 45:1              | Grav markerad av sten/block |              | Sjogerstad, Västergötland |       | 58.310166, 13.768698 | 10202000450001 | Ladda upp en bild av detta fornminne |
| Sjogerstad 46:1              | Stensättning                |              | Sjogerstad, Västergötland |       | 58.312813, 13.806438 | 10202000460001 | Ladda upp en bild av detta fornminne |
| Sjogerstad 47:1              | Stenkammargrav              |              | Sjogerstad, Västergötland |       | 58.313690, 13.805011 | 10202000470001 | Ladda upp en bild av detta fornminne |
| Sjogerstad 48:1              | Stensättning                |              | Sjogerstad, Västergötland |       | 58.312730, 13.804378 | 10202000480001 | Ladda upp en bild av detta fornminne |
| Sjogerstad 49:1              | Stensättning                |              | Sjogerstad, Västergötland |       | 58.309882, 13.802393 | 10202000490001 | Ladda upp en bild av detta fornminne |
| Sjogerstad 52:1              | Röse                        |              | Sjogerstad, Västergötland |       | 58.311428, 13.796870 | 10202000520001 | Ladda upp en bild av detta fornminne |
| Sjogerstad 52:2              | Röse                        |              | Sjogerstad, Västergötland |       | 58.311646, 13.797046 | 10202000520002 | Ladda upp en bild av detta fornminne |
| Sjogerstad 52:3              | Röse                        |              | Sjogerstad, Västergötland |       | 58.312008, 13.797249 | 10202000520003 | Ladda upp en bild av detta fornminne |
| Sjogerstad 53:1              | Stensättning                |              | Sjogerstad, Västergötland |       | 58.313348, 13.798033 | 10202000530001 | Ladda upp en bild av detta fornminne |
| Sjogerstad 54:1              | Stensättning                |              | Sjogerstad, Västergötland |       | 58.314352, 13.796718 | 10202000540001 | Ladda upp en bild av detta fornminne |
| Sjogerstad 55:1              | Stenkrets                   |              | Sjogerstad, Västergötland |       | 58.325829, 13.845354 | 10202000550001 | Ladda upp en bild av detta fornminne |
| Sjogerstad 55:2              | Hög                         |              | Sjogerstad, Västergötland |       | 58.325844, 13.845131 | 10202000550002 | Ladda upp en bild av detta fornminne |
| Sjogerstad 56:1              | Stenkrets                   |              | Sjogerstad, Västergötland |       | 58.327973, 13.852390 | 10202000560001 | Ladda upp en bild av detta fornminne |
| Sjogerstad 57:1              | Stensättning                |              | Sjogerstad, Västergötland |       | 58.329282, 13.849083 | 10202000570001 | Ladda upp en bild av detta fornminne |
| Sjogerstad 58:1              | Hög                         |              | Sjogerstad, Västergötland |       | 58.319157, 13.873435 | 10202000580001 | Ladda upp en bild av detta fornminne |
| Sjogerstad 59:1              | Hög                         |              | Sjogerstad, Västergötland |       | 58.322271, 13.878380 | 10202000590001 | Ladda upp en bild av detta fornminne |
| Sjogerstad 62:1              | Stensättning                |              | Sjogerstad, Västergötland |       | 58.326208, 13.884500 | 10202000620001 | Ladda upp en bild av detta fornminne |
| Sjogerstad 63:1              | Stensättning                |              | Sjogerstad, Västergötland |       | 58.308971, 13.825336 | 10202000630001 | Ladda upp en bild av detta fornminne |
| Sjogerstad 64:1              | Stensättning                |              | Sjogerstad, Västergötland |       | 58.315434, 13.829101 | 10202000640001 | Ladda upp en bild av detta fornminne |
| Sjogerstad 64:2              | Stensättning                |              | Sjogerstad, Västergötland |       | 58.315758, 13.829801 | 10202000640002 | Ladda upp en bild av detta fornminne |
| Sjogerstad 65:1              | Stensättning                |              | Sjogerstad, Västergötland |       | 58.334373, 13.808054 | 10202000650001 | Ladda upp en bild av detta fornminne |
| Sjogerstad 65:2              | Stensättning                |              | Sjogerstad, Västergötland |       | 58.333964, 13.807717 | 10202000650002 | Ladda upp en bild av detta fornminne |
| Sjogerstad 69:1              | Stensättning                |              | Sjogerstad, Västergötland |       | 58.320134, 13.875455 | 10202000690001 | Ladda upp en bild av detta fornminne |
| Sjogerstad 69:2              | Stensättning                |              | Sjogerstad, Västergötland |       | 58.320226, 13.875588 | 10202000690002 | Ladda upp en bild av detta fornminne |
| Sjogerstad 80:1              | Stensättning                |              | Sjogerstad, Västergötland |       | 58.333479, 13.801391 | 10202000800001 | Ladda upp en bild av detta fornminne |
| Sjogerstad 86:1              | Stensättning                |              | Sjogerstad, Västergötland |       | 58.317919, 13.823291 | 10202000860001 | Ladda upp en bild av detta fornminne |
| Sjogerstad 88:1              | Stensättning                |              | Sjogerstad, Västergötland |       | 58.328958, 13.816119 | 10202000880001 | Ladda upp en bild av detta fornminne |
| Sjogerstad 90:1              | Stensättning                |              | Sjogerstad, Västergötland |       | 58.310243, 13.816928 | 10202000900001 | Ladda upp en bild av detta fornminne |
| Sjogerstad 90:2              | Stensättning                |              | Sjogerstad, Västergötland |       | 58.310450, 13.817019 | 10202000900002 | Ladda upp en bild av detta fornminne |
| Sjogerstad 90:3              | Stensättning                |              | Sjogerstad, Västergötland |       | 58.310090, 13.816953 | 10202000900003 | Ladda upp en bild av detta fornminne |
| Sjogerstad 91:1              | Hällristning                |              | Sjogerstad, Västergötland |       | 58.311984, 13.812470 | 10202000910001 | Ladda upp en bild av detta fornminne |
| Sjogerstad 100:1             | Hög                         |              | Sjogerstad, Västergötland |       | 58.330973, 13.816425 | 10202001000001 | Ladda upp en bild av detta fornminne |
| Sjogerstad 101:1             | Hög                         |              | Sjogerstad, Västergötland |       | 58.314210, 13.798073 | 10202001010001 | Ladda upp en bild av detta fornminne |
| Sjogerstad 103:1             | Stensättning                |              | Sjogerstad, Västergötland |       | 58.331518, 13.849478 | 10202001030001 | Ladda upp en bild av detta fornminne |
| Sjogerstad 103:2             | Stensättning                |              | Sjogerstad, Västergötland |       | 58.331204, 13.849143 | 10202001030002 | Ladda upp en bild av detta fornminne |
| Sjogerstad 104:1             | Stensättning                |              | Sjogerstad, Västergötland |       | 58.332100, 13.848340 | 10202001040001 | Ladda upp en bild av detta fornminne |
| Sjogerstad 110:1             | Stensättning                |              | Sjogerstad, Västergötland |       | 58.324661, 13.797496 | 10202001100001 | Ladda upp en bild av detta fornminne |
| Sjogerstad 112:1             | Hög                         |              | Sjogerstad, Västergötland |       | 58.326383, 13.845209 | 10202001120001 | Ladda upp en bild av detta fornminne |

## Skövde
| Namn                        | Lämningstyp                 | Tillkomsttid | Historisk indelning   | Plats | Läge                 | ID-nr          | Bild                                      |
| --------------------------- | --------------------------- | ------------ | --------------------- | ----- | -------------------- | -------------- | ----------------------------------------- |
| Skövde 2:1                  | Hög                         |              | Skövde, Västergötland |       | 58.389910, 13.840387 | 10203000020001 | Ladda upp en bild av detta fornminne      |
| Skövde 2:2                  | Hög                         |              | Skövde, Västergötland |       | 58.389614, 13.840367 | 10203000020002 | Ladda upp en bild av detta fornminne      |
| Skövde 3:1                  | Hög                         |              | Skövde, Västergötland |       | 58.393038, 13.846278 | 10203000030001 | Ladda upp en bild av detta fornminne      |
| Skövde 5:1                  | Minnesmärke                 |              | Skövde, Västergötland |       | 58.400528, 13.866141 | 10203000050001 | Ladda upp en bild av detta fornminne      |
| Skövde 6:1                  | Röse                        |              | Skövde, Västergötland |       | 58.409433, 13.844042 | 10203000060001 | Ladda upp en bild av detta fornminne      |
| Skövde 6:2                  | Röse                        |              | Skövde, Västergötland |       | 58.409481, 13.844330 | 10203000060002 | Ladda upp en bild av detta fornminne      |
| Skövde 7:1                  | Stensättning                |              | Skövde, Västergötland |       | 58.409815, 13.843784 | 10203000070001 | Ladda upp en bild av detta fornminne      |
| Skövde 7:2                  | Stensättning                |              | Skövde, Västergötland |       | 58.409776, 13.844214 | 10203000070002 | Ladda upp en bild av detta fornminne      |
| Skövde 7:3                  | Stensättning                |              | Skövde, Västergötland |       | 58.409770, 13.844454 | 10203000070003 | Ladda upp en bild av detta fornminne      |
| Skövde 8:1                  | Röse                        |              | Skövde, Västergötland |       | 58.409303, 13.843774 | 10203000080001 | Ladda upp en bild av detta fornminne      |
| Skövde 11:1                 | Röse                        |              | Skövde, Västergötland |       | 58.407978, 13.850151 | 10203000110001 | Ladda upp en bild av detta fornminne      |
| Skövde 12:1                 | Röse                        |              | Skövde, Västergötland |       | 58.408622, 13.848615 | 10203000120001 | Ladda upp en bild av detta fornminne      |
| Skövde 14:1                 | Stensättning                |              | Skövde, Västergötland |       | 58.409331, 13.846528 | 10203000140001 | Ladda upp en bild av detta fornminne      |
| Skövde 17:1                 | Röse                        |              | Skövde, Västergötland |       | 58.412270, 13.844762 | 10203000170001 | Ladda upp en bild av detta fornminne      |
| Skövde 20:1                 | Stensättning                |              | Skövde, Västergötland |       | 58.415443, 13.837543 | 10203000200001 | Ladda upp en bild av detta fornminne      |
| Skövde 21:1                 | Röse                        |              | Skövde, Västergötland |       | 58.414745, 13.836884 | 10203000210001 | Ladda upp en bild av detta fornminne      |
| Skövde 24:1                 | Gravfält                    |              | Skövde, Västergötland |       | 58.413857, 13.887770 | 10203000240001 | Ladda upp en bild av detta fornminne      |
| Skövde 30:1                 | Hög                         |              | Skövde, Västergötland |       | 58.408160, 13.894735 | 10203000300001 | Ladda upp en bild av detta fornminne      |
| Skövde 30:2                 | Stensättning                |              | Skövde, Västergötland |       | 58.408091, 13.894978 | 10203000300002 | Ladda upp en bild av detta fornminne      |
| Skövde 30:3                 | Stensättning                |              | Skövde, Västergötland |       | 58.408247, 13.894526 | 10203000300003 | Ladda upp en bild av detta fornminne      |
| Skövde 30:4                 | Stensättning                |              | Skövde, Västergötland |       | 58.408022, 13.894519 | 10203000300004 | Ladda upp en bild av detta fornminne      |
| Ymsingsborg (Skövde 35:1)   | Fornborg                    |              | Skövde, Västergötland |       | 58.436183, 13.824978 | 10203000350001 | Ladda upp en bild av detta fornminne      |
| Skövde 36:1                 | Hällristning                |              | Skövde, Västergötland |       | 58.408446, 13.836097 | 10203000360001 | Ladda upp en bild av detta fornminne      |
| Skövde 38:1                 | Stensättning                |              | Skövde, Västergötland |       | 58.381605, 13.874511 | 10203000380001 | Ladda upp en bild av detta fornminne      |
| Skövde 40:1                 | Stensättning                |              | Skövde, Västergötland |       | 58.375991, 13.867964 | 10203000400001 | Ladda upp en bild av detta fornminne      |
| Galgberget (Skövde 41:1)    | Gravfält                    |              | Skövde, Västergötland |       | 58.376509, 13.861441 | 10203000410001 | Ladda upp en bild av detta fornminne      |
| Skövde 44:1                 | Stensättning                |              | Skövde, Västergötland |       | 58.379338, 13.850171 | 10203000440001 | Ladda upp en bild av detta fornminne      |
| Skövde 47:1                 | Stensättning                |              | Skövde, Västergötland |       | 58.373475, 13.845048 | 10203000470001 | Ladda upp en bild av detta fornminne      |
| Skövde 48:1                 | Stensättning                |              | Skövde, Västergötland |       | 58.370548, 13.841166 | 10203000480001 | Ladda upp en bild av detta fornminne      |
| Skövde 48:2                 | Grav markerad av sten/block |              | Skövde, Västergötland |       | 58.370454, 13.841561 | 10203000480002 | Ladda upp en bild av detta fornminne      |
| Skövde 49:1                 | Stensättning                |              | Skövde, Västergötland |       | 58.390694, 13.836218 | 10203000490001 | Ladda upp en bild av detta fornminne      |
| Ingemars grav (Skövde 50:1) | Stensättning                |              | Skövde, Västergötland |       | 58.390676, 13.834578 | 10203000500001 | Ladda upp en bild av detta fornminne      |
| Skövde 52:1                 | Stenkammargrav              |              | Skövde, Västergötland |       | 58.391103, 13.822994 | 10203000520001 | Ladda upp en bild av detta fornminne      |
| Skövde 53:1                 | Stensättning                |              | Skövde, Västergötland |       | 58.395301, 13.829205 | 10203000530001 | Ladda upp en bild av detta fornminne      |
| Skövde 53:2                 | Stensättning                |              | Skövde, Västergötland |       | 58.395568, 13.829600 | 10203000530002 | Ladda upp en bild av detta fornminne      |
| Skövde 54:1                 | Hög                         |              | Skövde, Västergötland |       | 58.396543, 13.835270 | 10203000540001 | Ladda upp en bild av detta fornminne      |
| Skövde 55:1                 | Hög                         |              | Skövde, Västergötland |       | 58.397227, 13.835836 | 10203000550001 | Ladda upp en till bild av detta fornminne |
| Skövde 56:1                 | Stenkammargrav              |              | Skövde, Västergötland |       | 58.400875, 13.827417 | 10203000560001 | Ladda upp en bild av detta fornminne      |
| Skövde 58:1                 | Stensättning                |              | Skövde, Västergötland |       | 58.382155, 13.873910 | 10203000580001 | Ladda upp en bild av detta fornminne      |
| Skövde 58:2                 | Stensättning                |              | Skövde, Västergötland |       | 58.382225, 13.873803 | 10203000580002 | Ladda upp en bild av detta fornminne      |
| Skövde 58:3                 | Stensättning                |              | Skövde, Västergötland |       | 58.382303, 13.873710 | 10203000580003 | Ladda upp en bild av detta fornminne      |
| Skövde 58:4                 | Stensättning                |              | Skövde, Västergötland |       | 58.382385, 13.873644 | 10203000580004 | Ladda upp en bild av detta fornminne      |
| Skövde 62:1                 | Stensättning                |              | Skövde, Västergötland |       | 58.400065, 13.893620 | 10203000620001 | Ladda upp en bild av detta fornminne      |
| Skövde 62:2                 | Stenkrets                   |              | Skövde, Västergötland |       | 58.400139, 13.893771 | 10203000620002 | Ladda upp en bild av detta fornminne      |
| Skövde 62:3                 | Stenkrets                   |              | Skövde, Västergötland |       | 58.400114, 13.893995 | 10203000620003 | Ladda upp en bild av detta fornminne      |
| Skövde 62:4                 | Stenkrets                   |              | Skövde, Västergötland |       | 58.400232, 13.894075 | 10203000620004 | Ladda upp en bild av detta fornminne      |
| Ekbacken (Skövde 65:1)      | Gravfält                    |              | Skövde, Västergötland |       | 58.370998, 13.834698 | 10203000650001 | Ladda upp en bild av detta fornminne      |
| Helénsgården (Skövde 67:2)  | Hällristning                |              | Skövde, Västergötland |       | 58.388679, 13.843291 | 10203000670002 | Ladda upp en bild av detta fornminne      |
| Helénsgården (Skövde 67:3)  | Hällristning                |              | Skövde, Västergötland |       | 58.388679, 13.843291 | 10203000670003 | Ladda upp en till bild av detta fornminne |
| Skövde 72:1                 | Stensättning                |              | Skövde, Västergötland |       | 58.408242, 13.845656 | 10203000720001 | Ladda upp en bild av detta fornminne      |
| Skövde 76:1                 | Stensättning                |              | Skövde, Västergötland |       | 58.370286, 13.866150 | 10203000760001 | Ladda upp en bild av detta fornminne      |
| Skövde 77:1                 | Gravfält                    |              | Skövde, Västergötland |       | 58.369317, 13.869439 | 10203000770001 | Ladda upp en bild av detta fornminne      |
| Skövde 88:1                 | Röse                        |              | Skövde, Västergötland |       | 58.421621, 13.836678 | 10203000880001 | Ladda upp en bild av detta fornminne      |
| Skövde 117:1                | Minnesmärke                 |              | Skövde, Västergötland |       | 58.434248, 13.925829 | 10203001170001 | Ladda upp en till bild av detta fornminne |
| Skövde 149:1                | Stensättning                |              | Skövde, Västergötland |       | 58.379417, 13.851192 | 10203001490001 | Ladda upp en bild av detta fornminne      |
| Skövde 168                  | Stensättning                |              | Skövde, Västergötland |       | 58.413350, 13.896396 | 12000000058277 | Ladda upp en bild av detta fornminne      |
| Skövde 169                  | Stensättning                |              | Skövde, Västergötland |       | 58.413507, 13.893141 | 12000000058279 | Ladda upp en bild av detta fornminne      |

## Sventorp
| Namn                                 | Lämningstyp      | Tillkomsttid | Historisk indelning     | Plats | Läge                 | ID-nr          | Bild                                 |
| ------------------------------------ | ---------------- | ------------ | ----------------------- | ----- | -------------------- | -------------- | ------------------------------------ |
| Sventorp 4:1                         | Stensättning     |              | Sventorp, Västergötland |       | 58.406506, 14.011438 | 10204200040001 | Ladda upp en bild av detta fornminne |
| Sventorp 4:2                         | Stensättning     |              | Sventorp, Västergötland |       | 58.406228, 14.011452 | 10204200040002 | Ladda upp en bild av detta fornminne |
| Sventorp 7:1                         | Stensättning     |              | Sventorp, Västergötland |       | 58.420900, 14.035101 | 10204200070001 | Ladda upp en bild av detta fornminne |
| Sventorp 14:1                        | Stensättning     |              | Sventorp, Västergötland |       | 58.418521, 13.941296 | 10204200140001 | Ladda upp en bild av detta fornminne |
| Sventorp 15:1                        | Stensättning     |              | Sventorp, Västergötland |       | 58.410035, 13.935665 | 10204200150001 | Ladda upp en bild av detta fornminne |
| Sventorp 16:1                        | Stensättning     |              | Sventorp, Västergötland |       | 58.403166, 13.968550 | 10204200160001 | Ladda upp en bild av detta fornminne |
| Sventorp 16:2                        | Stensättning     |              | Sventorp, Västergötland |       | 58.403258, 13.968681 | 10204200160002 | Ladda upp en bild av detta fornminne |
| Sventorp 17:1                        | Stensättning     |              | Sventorp, Västergötland |       | 58.433722, 13.953855 | 10204200170001 | Ladda upp en bild av detta fornminne |
| Sventorp 19:1                        | Stensättning     |              | Sventorp, Västergötland |       | 58.423013, 13.943286 | 10204200190001 | Ladda upp en bild av detta fornminne |
| Sventorp 19:2                        | Stensättning     |              | Sventorp, Västergötland |       | 58.423165, 13.943244 | 10204200190002 | Ladda upp en bild av detta fornminne |
| Sunetorp gamla kyrka (Sventorp 22:1) | Begravningsplats |              | Sventorp, Västergötland |       | 58.427649, 13.946471 | 10204200220001 | Ladda upp en bild av detta fornminne |
| Sunetorp gamla kyrka (Sventorp 22:2) | Kyrka/kapell     |              | Sventorp, Västergötland |       | 58.427504, 13.946476 | 10204200220002 | Ladda upp en bild av detta fornminne |
| Sventorp 30:1                        | Stensättning     |              | Sventorp, Västergötland |       | 58.428841, 13.935914 | 10204200300001 | Ladda upp en bild av detta fornminne |
| Sventorp 34:1                        | Stensättning     |              | Sventorp, Västergötland |       | 58.423866, 13.942694 | 10204200340001 | Ladda upp en bild av detta fornminne |
| Sventorp 64:1                        | Stensättning     |              | Sventorp, Västergötland |       | 58.401259, 14.008552 | 10204200640001 | Ladda upp en bild av detta fornminne |
| Sventorp 68:1                        | Hög              |              | Sventorp, Västergötland |       | 58.406178, 13.958188 | 10204200680001 | Ladda upp en bild av detta fornminne |

## Säter
| Namn                                | Lämningstyp                 | Tillkomsttid | Historisk indelning  | Plats | Läge                 | ID-nr          | Bild                                 |
| ----------------------------------- | --------------------------- | ------------ | -------------------- | ----- | -------------------- | -------------- | ------------------------------------ |
| Jättedansen (Säter 1:1)             | Stenkrets                   |              | Säter, Västergötland |       | 58.461714, 13.836476 | 10204500010001 | Ladda upp en bild av detta fornminne |
| Säter 3:1                           | Stenkrets                   |              | Säter, Västergötland |       | 58.451391, 13.853995 | 10204500030001 | Ladda upp en bild av detta fornminne |
| Säter 3:2                           | Grav markerad av sten/block |              | Säter, Västergötland |       | 58.451486, 13.854487 | 10204500030002 | Ladda upp en bild av detta fornminne |
| Säter 3:3                           | Grav markerad av sten/block |              | Säter, Västergötland |       | 58.451505, 13.854589 | 10204500030003 | Ladda upp en bild av detta fornminne |
| Säter 7:1                           | Stenkrets                   |              | Säter, Västergötland |       | 58.458082, 13.839909 | 10204500070001 | Ladda upp en bild av detta fornminne |
| Kungagraven (Säter 10:1)            | Stensättning                |              | Säter, Västergötland |       | 58.461196, 13.854276 | 10204500100001 | Ladda upp en bild av detta fornminne |
| Säter 11:1                          | Stensättning                |              | Säter, Västergötland |       | 58.468751, 13.864849 | 10204500110001 | Ladda upp en bild av detta fornminne |
| Garparör (Säter 12:1)               | Röse                        |              | Säter, Västergötland |       | 58.497797, 13.837659 | 10204500120001 | Ladda upp en bild av detta fornminne |
| Säter 13:1                          | Stensättning                |              | Säter, Västergötland |       | 58.462341, 13.842686 | 10204500130001 | Ladda upp en bild av detta fornminne |
| Säter 14:1                          | Stensättning                |              | Säter, Västergötland |       | 58.462421, 13.861970 | 10204500140001 | Ladda upp en bild av detta fornminne |
| Säter 19:1                          | Stenkrets                   |              | Säter, Västergötland |       | 58.497374, 13.842381 | 10204500190001 | Ladda upp en bild av detta fornminne |
| Säter 19:2                          | Grav markerad av sten/block |              | Säter, Västergötland |       | 58.497300, 13.842617 | 10204500190002 | Ladda upp en bild av detta fornminne |
| Säter 19:3                          | Grav markerad av sten/block |              | Säter, Västergötland |       | 58.497399, 13.842851 | 10204500190003 | Ladda upp en bild av detta fornminne |
| Säter 20:1                          | Stenkrets                   |              | Säter, Västergötland |       | 58.496176, 13.837240 | 10204500200001 | Ladda upp en bild av detta fornminne |
| Säter 21:1                          | Röse                        |              | Säter, Västergötland |       | 58.494731, 13.840757 | 10204500210001 | Ladda upp en bild av detta fornminne |
| Säter 21:2                          | Röse                        |              | Säter, Västergötland |       | 58.494376, 13.841131 | 10204500210002 | Ladda upp en bild av detta fornminne |
| Säter 21:3                          | Röse                        |              | Säter, Västergötland |       | 58.494109, 13.841398 | 10204500210003 | Ladda upp en bild av detta fornminne |
| Säter 21:4                          | Röse                        |              | Säter, Västergötland |       | 58.493788, 13.841564 | 10204500210004 | Ladda upp en bild av detta fornminne |
| Säter 22:1                          | Röse                        |              | Säter, Västergötland |       | 58.495120, 13.840164 | 10204500220001 | Ladda upp en bild av detta fornminne |
| Säter 30:1                          | Stenkrets                   |              | Säter, Västergötland |       | 58.496556, 13.826034 | 10204500300001 | Ladda upp en bild av detta fornminne |
| Säter 34:1                          | Stensättning                |              | Säter, Västergötland |       | 58.461626, 13.842132 | 10204500340001 | Ladda upp en bild av detta fornminne |
| Säter 36:1                          | Stensättning                |              | Säter, Västergötland |       | 58.469102, 13.843702 | 10204500360001 | Ladda upp en bild av detta fornminne |
| Säter 36:2                          | Stensättning                |              | Säter, Västergötland |       | 58.469100, 13.844268 | 10204500360002 | Ladda upp en bild av detta fornminne |
| Säter 50:1                          | Hög                         |              | Säter, Västergötland |       | 58.462994, 13.841684 | 10204500500001 | Ladda upp en bild av detta fornminne |
| Törstatorps gamla tomt (Säter 62:1) | Lägenhetsbebyggelse         |              | Säter, Västergötland |       | 58.454702, 13.778673 | 10204500620001 | Ladda upp en bild av detta fornminne |

## Timmersdala
| Namn             | Lämningstyp  | Tillkomsttid | Historisk indelning        | Plats | Läge                 | ID-nr          | Bild                                 |
| ---------------- | ------------ | ------------ | -------------------------- | ----- | -------------------- | -------------- | ------------------------------------ |
| Timmersdala 3:1  | Stensättning |              | Timmersdala, Västergötland |       | 58.530296, 13.753752 | 10206000030001 | Ladda upp en bild av detta fornminne |
| Timmersdala 4:1  | Hög          |              | Timmersdala, Västergötland |       | 58.529217, 13.752945 | 10206000040001 | Ladda upp en bild av detta fornminne |
| Timmersdala 7:1  | Stensättning |              | Timmersdala, Västergötland |       | 58.519368, 13.766814 | 10206000070001 | Ladda upp en bild av detta fornminne |
| Timmersdala 7:2  | Stensättning |              | Timmersdala, Västergötland |       | 58.519233, 13.766855 | 10206000070002 | Ladda upp en bild av detta fornminne |
| Timmersdala 7:3  | Stensättning |              | Timmersdala, Västergötland |       | 58.519108, 13.766913 | 10206000070003 | Ladda upp en bild av detta fornminne |
| Timmersdala 8:1  | Hög          |              | Timmersdala, Västergötland |       | 58.518265, 13.766953 | 10206000080001 | Ladda upp en bild av detta fornminne |
| Timmersdala 8:2  | Stensättning |              | Timmersdala, Västergötland |       | 58.518414, 13.766654 | 10206000080002 | Ladda upp en bild av detta fornminne |
| Timmersdala 9:1  | Stensättning |              | Timmersdala, Västergötland |       | 58.517260, 13.766194 | 10206000090001 | Ladda upp en bild av detta fornminne |
| Timmersdala 10:1 | Stensättning |              | Timmersdala, Västergötland |       | 58.518128, 13.765414 | 10206000100001 | Ladda upp en bild av detta fornminne |
| Timmersdala 12:1 | Stenkrets    |              | Timmersdala, Västergötland |       | 58.516766, 13.758732 | 10206000120001 | Ladda upp en bild av detta fornminne |
| Timmersdala 12:2 | Stenkrets    |              | Timmersdala, Västergötland |       | 58.516832, 13.758986 | 10206000120002 | Ladda upp en bild av detta fornminne |
| Timmersdala 12:3 | Stenkrets    |              | Timmersdala, Västergötland |       | 58.516681, 13.759097 | 10206000120003 | Ladda upp en bild av detta fornminne |
| Timmersdala 12:4 | Stenkrets    |              | Timmersdala, Västergötland |       | 58.516641, 13.758841 | 10206000120004 | Ladda upp en bild av detta fornminne |
| Timmersdala 19:1 | Stensättning |              | Timmersdala, Västergötland |       | 58.529015, 13.751254 | 10206000190001 | Ladda upp en bild av detta fornminne |
| Timmersdala 19:2 | Stensättning |              | Timmersdala, Västergötland |       | 58.528991, 13.751479 | 10206000190002 | Ladda upp en bild av detta fornminne |
| Timmersdala 19:3 | Stensättning |              | Timmersdala, Västergötland |       | 58.528922, 13.751706 | 10206000190003 | Ladda upp en bild av detta fornminne |
| Timmersdala 22:1 | Stensättning |              | Timmersdala, Västergötland |       | 58.518283, 13.775967 | 10206000220001 | Ladda upp en bild av detta fornminne |
| Timmersdala 22:2 | Stensättning |              | Timmersdala, Västergötland |       | 58.518056, 13.775754 | 10206000220002 | Ladda upp en bild av detta fornminne |
| Timmersdala 24:1 | Hög          |              | Timmersdala, Västergötland |       | 58.522794, 13.770669 | 10206000240001 | Ladda upp en bild av detta fornminne |
| Timmersdala 38:1 | Stensättning |              | Timmersdala, Västergötland |       | 58.517012, 13.770087 | 10206000380001 | Ladda upp en bild av detta fornminne |
| Timmersdala 39:1 | Stensättning |              | Timmersdala, Västergötland |       | 58.517156, 13.776295 | 10206000390001 | Ladda upp en bild av detta fornminne |

## Vad
| Namn                         | Lämningstyp                 | Tillkomsttid | Historisk indelning | Plats | Läge                 | ID-nr          | Bild                                      |
| ---------------------------- | --------------------------- | ------------ | ------------------- | ----- | -------------------- | -------------- | ----------------------------------------- |
| Vad 1:1                      | Stensättning                |              | Vad, Västergötland  |       | 58.574943, 14.017350 | 10208000010001 | Ladda upp en bild av detta fornminne      |
| Vad 2:1                      | Stensättning                |              | Vad, Västergötland  |       | 58.576191, 14.017290 | 10208000020001 | Ladda upp en bild av detta fornminne      |
| Vad 3:1                      | Stensättning                |              | Vad, Västergötland  |       | 58.583302, 14.023426 | 10208000030001 | Ladda upp en bild av detta fornminne      |
| Vad 6:1                      | Hög                         |              | Vad, Västergötland  |       | 58.581998, 13.997311 | 10208000060001 | Ladda upp en bild av detta fornminne      |
| Kung Helges hög (Vad 7:1)    | Hög                         |              | Vad, Västergötland  |       | 58.578158, 14.003965 | 10208000070001 | Ladda upp en bild av detta fornminne      |
| Vad 8:1                      | Stensättning                |              | Vad, Västergötland  |       | 58.579219, 13.995800 | 10208000080001 | Ladda upp en bild av detta fornminne      |
| Vad 9:1                      | Stenkrets                   |              | Vad, Västergötland  |       | 58.576253, 13.978176 | 10208000090001 | Ladda upp en bild av detta fornminne      |
| Vad 9:2                      | Grav markerad av sten/block |              | Vad, Västergötland  |       | 58.576182, 13.978203 | 10208000090002 | Ladda upp en bild av detta fornminne      |
| Rane Stenar (Vad 10:1)       | Stenkrets                   |              | Vad, Västergötland  |       | 58.575271, 13.984119 | 10208000100001 | Ladda upp en till bild av detta fornminne |
| Vad 11:1                     | Stenkrets                   |              | Vad, Västergötland  |       | 58.570498, 13.982526 | 10208000110001 | Ladda upp en bild av detta fornminne      |
| Vad 12:1                     | Stensättning                |              | Vad, Västergötland  |       | 58.567687, 13.987055 | 10208000120001 | Ladda upp en bild av detta fornminne      |
| Vad 13:1                     | Stensättning                |              | Vad, Västergötland  |       | 58.569478, 13.991355 | 10208000130001 | Ladda upp en bild av detta fornminne      |
| Vad 14:1                     | Stensättning                |              | Vad, Västergötland  |       | 58.573461, 14.000896 | 10208000140001 | Ladda upp en bild av detta fornminne      |
| Vad 14:2                     | Grav markerad av sten/block |              | Vad, Västergötland  |       | 58.573526, 14.000704 | 10208000140002 | Ladda upp en bild av detta fornminne      |
| Vad 14:3                     | Stensättning                |              | Vad, Västergötland  |       | 58.573644, 14.000750 | 10208000140003 | Ladda upp en bild av detta fornminne      |
| Vad 17:1                     | Stensättning                |              | Vad, Västergötland  |       | 58.572580, 13.990004 | 10208000170001 | Ladda upp en bild av detta fornminne      |
| Vad 18:1                     | Stensättning                |              | Vad, Västergötland  |       | 58.584428, 14.011894 | 10208000180001 | Ladda upp en bild av detta fornminne      |
| Haragårdsbackarna (Vad 19:1) | Stensättning                |              | Vad, Västergötland  |       | 58.583846, 14.012005 | 10208000190001 | Ladda upp en bild av detta fornminne      |
| Haragårdsbackarna (Vad 19:2) | Stensättning                |              | Vad, Västergötland  |       | 58.583655, 14.011436 | 10208000190002 | Ladda upp en bild av detta fornminne      |
| Vad 26:1                     | Stensättning                |              | Vad, Västergötland  |       | 58.569594, 13.989987 | 10208000260001 | Ladda upp en bild av detta fornminne      |

## Varola
| Namn                        | Lämningstyp  | Tillkomsttid | Historisk indelning   | Plats | Läge                 | ID-nr          | Bild                                 |
| --------------------------- | ------------ | ------------ | --------------------- | ----- | -------------------- | -------------- | ------------------------------------ |
| Varola 1:1                  | Stenkrets    |              | Varola, Västergötland |       | 58.328739, 13.951637 | 10208500010001 | Ladda upp en bild av detta fornminne |
| Varola 3:1                  | Stensättning |              | Varola, Västergötland |       | 58.333985, 13.988734 | 10208500030001 | Ladda upp en bild av detta fornminne |
| (Skattegården) (Varola 4:1) | Gravfält     |              | Varola, Västergötland |       | 58.321836, 13.975026 | 10208500040001 | Ladda upp en bild av detta fornminne |
| Varola 5:1                  | Stensättning |              | Varola, Västergötland |       | 58.325839, 13.991552 | 10208500050001 | Ladda upp en bild av detta fornminne |
| Varola 5:2                  | Stensättning |              | Varola, Västergötland |       | 58.325697, 13.991612 | 10208500050002 | Ladda upp en bild av detta fornminne |
| Varola 5:3                  | Stensättning |              | Varola, Västergötland |       | 58.325594, 13.991361 | 10208500050003 | Ladda upp en bild av detta fornminne |
| Varola 5:4                  | Stenkrets    |              | Varola, Västergötland |       | 58.325319, 13.991599 | 10208500050004 | Ladda upp en bild av detta fornminne |
| Varola 5:5                  | Stensättning |              | Varola, Västergötland |       | 58.325332, 13.991820 | 10208500050005 | Ladda upp en bild av detta fornminne |
| Varola 5:6                  | Stensättning |              | Varola, Västergötland |       | 58.324916, 13.991673 | 10208500050006 | Ladda upp en bild av detta fornminne |
| Varola 6:1                  | Stensättning |              | Varola, Västergötland |       | 58.342193, 14.009394 | 10208500060001 | Ladda upp en bild av detta fornminne |
| Varola 6:2                  | Stenkrets    |              | Varola, Västergötland |       | 58.342286, 14.009645 | 10208500060002 | Ladda upp en bild av detta fornminne |
| Varola 12:1                 | Hög          |              | Varola, Västergötland |       | 58.351308, 13.997719 | 10208500120001 | Ladda upp en bild av detta fornminne |
| Kungsbacken (Varola 16:1)   | Hög          |              | Varola, Västergötland |       | 58.351316, 13.983127 | 10208500160001 | Ladda upp en bild av detta fornminne |
| Varola 18:1                 | Gravfält     |              | Varola, Västergötland |       | 58.361090, 13.970424 | 10208500180001 | Ladda upp en bild av detta fornminne |
| Varola 20:1                 | Stenkrets    |              | Varola, Västergötland |       | 58.361511, 13.968305 | 10208500200001 | Ladda upp en bild av detta fornminne |
| Varola 23:1                 | Stensättning |              | Varola, Västergötland |       | 58.362415, 13.970512 | 10208500230001 | Ladda upp en bild av detta fornminne |
| Varola 24:1                 | Stensättning |              | Varola, Västergötland |       | 58.357268, 13.973366 | 10208500240001 | Ladda upp en bild av detta fornminne |
| Varola 25:1                 | Stenkrets    |              | Varola, Västergötland |       | 58.354407, 13.969948 | 10208500250001 | Ladda upp en bild av detta fornminne |
| Varola 26:1                 | Stensättning |              | Varola, Västergötland |       | 58.358432, 13.946670 | 10208500260001 | Ladda upp en bild av detta fornminne |
| Varola 28:1                 | Stenkrets    |              | Varola, Västergötland |       | 58.351672, 13.944268 | 10208500280001 | Ladda upp en bild av detta fornminne |
| Varola 29:1                 | Stensättning |              | Varola, Västergötland |       | 58.356735, 13.946044 | 10208500290001 | Ladda upp en bild av detta fornminne |
| Varola 30:1                 | Stensättning |              | Varola, Västergötland |       | 58.356998, 13.937233 | 10208500300001 | Ladda upp en bild av detta fornminne |
| Varola 30:2                 | Stensättning |              | Varola, Västergötland |       | 58.356995, 13.937045 | 10208500300002 | Ladda upp en bild av detta fornminne |
| Varola 31:1                 | Hög          |              | Varola, Västergötland |       | 58.344605, 13.958601 | 10208500310001 | Ladda upp en bild av detta fornminne |
| Varola 31:2                 | Hög          |              | Varola, Västergötland |       | 58.344497, 13.958539 | 10208500310002 | Ladda upp en bild av detta fornminne |
| Varola 31:3                 | Hög          |              | Varola, Västergötland |       | 58.344405, 13.958424 | 10208500310003 | Ladda upp en bild av detta fornminne |
| Varola 31:4                 | Hög          |              | Varola, Västergötland |       | 58.344384, 13.958220 | 10208500310004 | Ladda upp en bild av detta fornminne |
| Varola 31:5                 | Hällristning |              | Varola, Västergötland |       | 58.344501, 13.958214 | 10208500310005 | Ladda upp en bild av detta fornminne |
| Varola 39:1                 | Stensättning |              | Varola, Västergötland |       | 58.368378, 13.957361 | 10208500390001 | Ladda upp en bild av detta fornminne |
| Varola 40:1                 | Stensättning |              | Varola, Västergötland |       | 58.363099, 13.970647 | 10208500400001 | Ladda upp en bild av detta fornminne |
| Varola 47:1                 | Stenkrets    |              | Varola, Västergötland |       | 58.351173, 13.934371 | 10208500470001 | Ladda upp en bild av detta fornminne |
| Varola 68:1                 | Stensättning |              | Varola, Västergötland |       | 58.306320, 13.990578 | 10208500680001 | Ladda upp en bild av detta fornminne |
| Varola 68:2                 | Stensättning |              | Varola, Västergötland |       | 58.306066, 13.990388 | 10208500680002 | Ladda upp en bild av detta fornminne |

## Väring
| Namn                         | Lämningstyp                 | Tillkomsttid | Historisk indelning   | Plats | Läge                 | ID-nr          | Bild                                      |
| ---------------------------- | --------------------------- | ------------ | --------------------- | ----- | -------------------- | -------------- | ----------------------------------------- |
| Lenås (Väring 1:1)           | Gravfält                    |              | Väring, Västergötland |       | 58.515348, 13.977969 | 10209500010001 | Ladda upp en till bild av detta fornminne |
| Väring 2:1                   | Stensättning                |              | Väring, Västergötland |       | 58.514382, 13.974167 | 10209500020001 | Ladda upp en bild av detta fornminne      |
| (Alsgården) (Väring 3:1)     | Stensättning                |              | Väring, Västergötland |       | 58.517888, 13.975388 | 10209500030001 | Ladda upp en bild av detta fornminne      |
| (Alsgården) (Väring 3:2)     | Stensättning                |              | Väring, Västergötland |       | 58.517838, 13.975763 | 10209500030002 | Ladda upp en bild av detta fornminne      |
| (Östergården) (Väring 4:1)   | Stensättning                |              | Väring, Västergötland |       | 58.515029, 13.982076 | 10209500040001 | Ladda upp en bild av detta fornminne      |
| Väring 5:1                   | Stensättning                |              | Väring, Västergötland |       | 58.516050, 13.984466 | 10209500050001 | Ladda upp en bild av detta fornminne      |
| Väring 5:2                   | Stensättning                |              | Väring, Västergötland |       | 58.516204, 13.984533 | 10209500050002 | Ladda upp en bild av detta fornminne      |
| Väring 6:1                   | Stensättning                |              | Väring, Västergötland |       | 58.515531, 13.984566 | 10209500060001 | Ladda upp en bild av detta fornminne      |
| Väring 7:1                   | Stensättning                |              | Väring, Västergötland |       | 58.511422, 13.981903 | 10209500070001 | Ladda upp en bild av detta fornminne      |
| (Backagården) (Väring 8:1)   | Stensättning                |              | Väring, Västergötland |       | 58.510430, 13.979837 | 10209500080001 | Ladda upp en bild av detta fornminne      |
| (Backgården) (Väring 9:1)    | Gravfält                    |              | Väring, Västergötland |       | 58.510037, 13.980450 | 10209500090001 | Ladda upp en bild av detta fornminne      |
| Väring 11:1                  | Grav markerad av sten/block |              | Väring, Västergötland |       | 58.508399, 13.965851 | 10209500110001 | Ladda upp en bild av detta fornminne      |
| Väring 12:1                  | Stensättning                |              | Väring, Västergötland |       | 58.508788, 13.975142 | 10209500120001 | Ladda upp en bild av detta fornminne      |
| Väring 12:2                  | Stensättning                |              | Väring, Västergötland |       | 58.508706, 13.975011 | 10209500120002 | Ladda upp en bild av detta fornminne      |
| Väring 12:3                  | Stensättning                |              | Väring, Västergötland |       | 58.508604, 13.974889 | 10209500120003 | Ladda upp en bild av detta fornminne      |
| Väring 14:1                  | Stensättning                |              | Väring, Västergötland |       | 58.521372, 13.984053 | 10209500140001 | Ladda upp en bild av detta fornminne      |
| Väring 14:2                  | Röse                        |              | Väring, Västergötland |       | 58.521517, 13.984552 | 10209500140002 | Ladda upp en bild av detta fornminne      |
| Väring 18:1                  | Stensättning                |              | Väring, Västergötland |       | 58.529856, 13.957751 | 10209500180001 | Ladda upp en bild av detta fornminne      |
| Väring 18:2                  | Stensättning                |              | Väring, Västergötland |       | 58.530013, 13.957690 | 10209500180002 | Ladda upp en bild av detta fornminne      |
| Väring 23:1                  | Stenkrets                   |              | Väring, Västergötland |       | 58.528424, 13.937999 | 10209500230001 | Ladda upp en bild av detta fornminne      |
| Väring 23:2                  | Stenkrets                   |              | Väring, Västergötland |       | 58.528532, 13.938194 | 10209500230002 | Ladda upp en bild av detta fornminne      |
| Väring 23:3                  | Stenkrets                   |              | Väring, Västergötland |       | 58.528446, 13.938338 | 10209500230003 | Ladda upp en bild av detta fornminne      |
| Lilla Olshögen (Väring 24:1) | Hög                         |              | Väring, Västergötland |       | 58.528904, 13.939020 | 10209500240001 | Ladda upp en bild av detta fornminne      |
| Åsen (Väring 27:1)           | Stensättning                |              | Väring, Västergötland |       | 58.522383, 13.940091 | 10209500270001 | Ladda upp en bild av detta fornminne      |
| Åsen (Väring 28:1)           | Stensättning                |              | Väring, Västergötland |       | 58.521817, 13.939974 | 10209500280001 | Ladda upp en bild av detta fornminne      |
| Åsen (Väring 28:2)           | Stensättning                |              | Väring, Västergötland |       | 58.521743, 13.940110 | 10209500280002 | Ladda upp en bild av detta fornminne      |
| Åsen (Väring 29:1)           | Stensättning                |              | Väring, Västergötland |       | 58.521282, 13.940042 | 10209500290001 | Ladda upp en bild av detta fornminne      |
| Åsen (Väring 29:3)           | Grav markerad av sten/block |              | Väring, Västergötland |       | 58.521361, 13.939828 | 10209500290003 | Ladda upp en bild av detta fornminne      |
| Åsen (Väring 30:1)           | Stensättning                |              | Väring, Västergötland |       | 58.520360, 13.940025 | 10209500300001 | Ladda upp en bild av detta fornminne      |
| Åsen (Väring 31:1)           | Stensättning                |              | Väring, Västergötland |       | 58.519712, 13.939955 | 10209500310001 | Ladda upp en bild av detta fornminne      |
| Åsen (Väring 31:2)           | Stensättning                |              | Väring, Västergötland |       | 58.519857, 13.939947 | 10209500310002 | Ladda upp en bild av detta fornminne      |
| Åsen (Väring 31:3)           | Stensättning                |              | Väring, Västergötland |       | 58.519995, 13.940005 | 10209500310003 | Ladda upp en bild av detta fornminne      |
| Väring 33:1                  | Grav markerad av sten/block |              | Väring, Västergötland |       | 58.509269, 13.954830 | 10209500330001 | Ladda upp en bild av detta fornminne      |
| Väring 34:1                  | Stensättning                |              | Väring, Västergötland |       | 58.502832, 13.947083 | 10209500340001 | Ladda upp en bild av detta fornminne      |
| Väring 34:2                  | Stensättning                |              | Väring, Västergötland |       | 58.502743, 13.947039 | 10209500340002 | Ladda upp en bild av detta fornminne      |
| Väring 34:3                  | Stensättning                |              | Väring, Västergötland |       | 58.502931, 13.947137 | 10209500340003 | Ladda upp en bild av detta fornminne      |
| Väring 36:1                  | Stensättning                |              | Väring, Västergötland |       | 58.531382, 13.957984 | 10209500360001 | Ladda upp en bild av detta fornminne      |
| Väring 36:2                  | Stensättning                |              | Väring, Västergötland |       | 58.531574, 13.957606 | 10209500360002 | Ladda upp en bild av detta fornminne      |
| Väring 36:3                  | Stensättning                |              | Väring, Västergötland |       | 58.531571, 13.957850 | 10209500360003 | Ladda upp en bild av detta fornminne      |
| Väring 37:1                  | Gravfält                    |              | Väring, Västergötland |       | 58.533946, 13.960573 | 10209500370001 | Ladda upp en bild av detta fornminne      |
| Väring 38:1                  | Gravfält                    |              | Väring, Västergötland |       | 58.534242, 13.962303 | 10209500380001 | Ladda upp en bild av detta fornminne      |
| Väring 39:1                  | Stensättning                |              | Väring, Västergötland |       | 58.536658, 13.960179 | 10209500390001 | Ladda upp en bild av detta fornminne      |
| Väring 39:2                  | Stensättning                |              | Väring, Västergötland |       | 58.536681, 13.959835 | 10209500390002 | Ladda upp en bild av detta fornminne      |
| Bjärstabacken (Väring 40:1)  | Gravfält                    |              | Väring, Västergötland |       | 58.536264, 13.965093 | 10209500400001 | Ladda upp en bild av detta fornminne      |
| Bjärstabacken (Väring 41:1)  | Stensättning                |              | Väring, Västergötland |       | 58.537476, 13.964889 | 10209500410001 | Ladda upp en bild av detta fornminne      |
| Bjärstabacken (Väring 41:2)  | Grav markerad av sten/block |              | Väring, Västergötland |       | 58.537305, 13.965139 | 10209500410002 | Ladda upp en bild av detta fornminne      |
| Bjärstabacken (Väring 42:1)  | Stensättning                |              | Väring, Västergötland |       | 58.535541, 13.964363 | 10209500420001 | Ladda upp en bild av detta fornminne      |
| Väring 43:1                  | Stensättning                |              | Väring, Västergötland |       | 58.538259, 13.911734 | 10209500430001 | Ladda upp en bild av detta fornminne      |
| Väring 43:2                  | Stenkammargrav              |              | Väring, Västergötland |       | 58.538143, 13.911759 | 10209500430002 | Ladda upp en bild av detta fornminne      |
| Väring 46:1                  | Stensättning                |              | Väring, Västergötland |       | 58.500491, 13.946066 | 10209500460001 | Ladda upp en bild av detta fornminne      |
| Väring 48:1                  | Stensättning                |              | Väring, Västergötland |       | 58.500324, 13.944298 | 10209500480001 | Ladda upp en bild av detta fornminne      |
| Väring 50:1                  | Stensättning                |              | Väring, Västergötland |       | 58.510727, 13.937641 | 10209500500001 | Ladda upp en bild av detta fornminne      |
| Väring 56:1                  | Stensättning                |              | Väring, Västergötland |       | 58.526803, 13.955820 | 10209500560001 | Ladda upp en bild av detta fornminne      |
| Väring 57:1                  | Hällristning                |              | Väring, Västergötland |       | 58.526603, 13.953755 | 10209500570001 | Ladda upp en bild av detta fornminne      |
| Väring 57:2                  | Hällristning                |              | Väring, Västergötland |       | 58.526603, 13.953755 | 10209500570002 | Ladda upp en bild av detta fornminne      |
| Fläskåsen (Väring 58:1)      | Stensättning                |              | Väring, Västergötland |       | 58.503113, 13.958702 | 10209500580001 | Ladda upp en bild av detta fornminne      |
| Fläskåsen (Väring 58:2)      | Stensättning                |              | Väring, Västergötland |       | 58.502964, 13.958704 | 10209500580002 | Ladda upp en bild av detta fornminne      |
| Fläskåsen (Väring 58:3)      | Stenkrets                   |              | Väring, Västergötland |       | 58.503109, 13.958936 | 10209500580003 | Ladda upp en bild av detta fornminne      |
| Fläskåsen (Väring 58:4)      | Stensättning                |              | Väring, Västergötland |       | 58.502728, 13.958771 | 10209500580004 | Ladda upp en bild av detta fornminne      |
| Väring 66:1                  | Stensättning                |              | Väring, Västergötland |       | 58.533651, 13.911711 | 10209500660001 | Ladda upp en bild av detta fornminne      |
| Väring 68:1                  | Hög                         |              | Väring, Västergötland |       | 58.519940, 13.974389 | 10209500680001 | Ladda upp en bild av detta fornminne      |
| Väring 80:1                  | Stenkrets                   |              | Väring, Västergötland |       | 58.541256, 13.932386 | 10209500800001 | Ladda upp en bild av detta fornminne      |
| Väring 82:1                  | Stensättning                |              | Väring, Västergötland |       | 58.537093, 13.932386 | 10209500820001 | Ladda upp en bild av detta fornminne      |

## Värsås
| Namn        | Lämningstyp  | Tillkomsttid | Historisk indelning   | Plats | Läge                 | ID-nr          | Bild                                 |
| ----------- | ------------ | ------------ | --------------------- | ----- | -------------------- | -------------- | ------------------------------------ |
| Värsås 2:1  | Gravfält     |              | Värsås, Västergötland |       | 58.344729, 14.047052 | 10209600020001 | Ladda upp en bild av detta fornminne |
| Värsås 5:1  | Röse         |              | Värsås, Västergötland |       | 58.364718, 14.020857 | 10209600050001 | Ladda upp en bild av detta fornminne |
| Värsås 33:1 | Stensättning |              | Värsås, Västergötland |       | 58.348146, 14.028195 | 10209600330001 | Ladda upp en bild av detta fornminne |

## Våmb
| Namn      | Lämningstyp    | Tillkomsttid | Historisk indelning | Plats | Läge                 | ID-nr          | Bild                                      |
| --------- | -------------- | ------------ | ------------------- | ----- | -------------------- | -------------- | ----------------------------------------- |
| Våmb 25:1 | Stensättning   |              | Våmb, Västergötland |       | 58.380074, 13.810624 | 10209200250001 | Ladda upp en bild av detta fornminne      |
| Våmb 25:2 | Stensättning   |              | Våmb, Västergötland |       | 58.380231, 13.810905 | 10209200250002 | Ladda upp en bild av detta fornminne      |
| Våmb 26:1 | Gravfält       |              | Våmb, Västergötland |       | 58.375107, 13.821314 | 10209200260001 | Ladda upp en bild av detta fornminne      |
| Våmb 28:1 | Stenkammargrav |              | Våmb, Västergötland |       | 58.367633, 13.820490 | 10209200280001 | Ladda upp en till bild av detta fornminne |
| Våmb 30:1 | Stensättning   |              | Våmb, Västergötland |       | 58.373408, 13.812090 | 10209200300001 | Ladda upp en bild av detta fornminne      |
| Våmb 30:2 | Stensättning   |              | Våmb, Västergötland |       | 58.373571, 13.812149 | 10209200300002 | Ladda upp en bild av detta fornminne      |
| Våmb 34:1 | Stensättning   |              | Våmb, Västergötland |       | 58.380880, 13.803635 | 10209200340001 | Ladda upp en bild av detta fornminne      |
| Våmb 34:3 | Stensättning   |              | Våmb, Västergötland |       | 58.380842, 13.804065 | 10209200340003 | Ladda upp en bild av detta fornminne      |
| Våmb 38:1 | Stensättning   |              | Våmb, Västergötland |       | 58.373736, 13.807895 | 10209200380001 | Ladda upp en bild av detta fornminne      |
| Våmb 41:1 | Stensättning   |              | Våmb, Västergötland |       | 58.375736, 13.827186 | 10209200410001 | Ladda upp en bild av detta fornminne      |
| Våmb 53:1 | Stensättning   |              | Våmb, Västergötland |       | 58.391036, 13.798188 | 10209200530001 | Ladda upp en bild av detta fornminne      |
| Våmb 58:1 | Stensättning   |              | Våmb, Västergötland |       | 58.369978, 13.808442 | 10209200580001 | Ladda upp en bild av detta fornminne      |
| Våmb 58:2 | Stensättning   |              | Våmb, Västergötland |       | 58.369839, 13.808331 | 10209200580002 | Ladda upp en bild av detta fornminne      |